# Corrado Giaquinto
Corrado Domenico Nicolò Antonio Giaquinto (Molfetta, 8 febbraio 1703 – Napoli, 18 aprile 1766) è stato un pittore italiano.

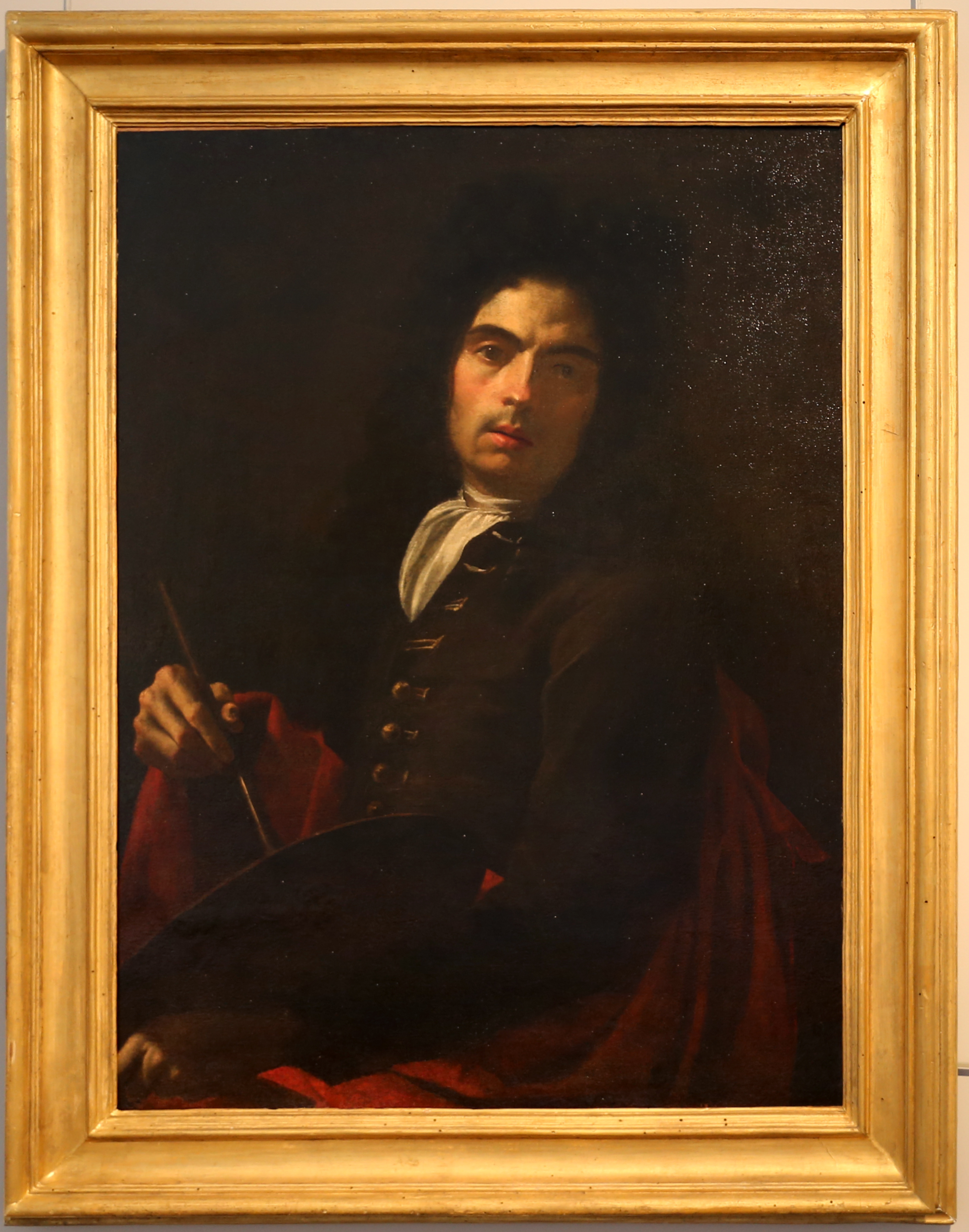
Autoritratto, conservato ad Ajaccio, presso il Museo Fesch.

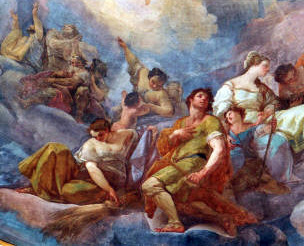
Affresco di Corrado Giaquinto presente nel Duomo di Cesena.

Esponente di spicco del Rococò, fu uno dei protagonisti della pittura del Settecento europeo nonché uno tra gli artisti più acclamati del suo tempo.

## Biografia

Francobollo emesso nel 2003 per celebrare il III centenario della nascita.

Nasce da Francesco, un sarto napoletano, e da Angela Fontana, quinto di otto figli, l'8 febbraio 1703, alle ore 21, venendo battezzato tre giorni dopo nella Cattedrale di Molfetta.
Il sacerdote e notaio apostolico Joannes Muto (Molfetta, nato 12 maggio 1669 - morto 21 marzo 1731), autore di un manoscritto sulle "Famiglie Molfettesi" redatto tra la fine del XVII secolo e il primo quarto del secolo successivo, scrivendo su questa famiglia, riferisce di un suo precoce apprendistato nella bottega del modesto pittore Saverio Porta (ca 1667 - ca 1725), diversamente da quanto riferisce invece lo storico contemporaneo Bernardo De Dominici, che scrive di un Corrado distolto da una carriera ecclesiastica preordinata dai suoi genitori, grazie all'iniziativa di un domenicano lombardo, architetto e matematico, il quale, consapevole delle doti del giovinetto, lo avrebbe indirizzato verso l'attività artistica.

### A Napoli
In ogni caso, è certo che il Giaquinto lascia Molfetta per Napoli nel marzo 1721, ritornando a Molfetta nel febbraio 1723 per ritornare nuovamente a Napoli nell'ottobre 1724. Qui sarebbe stato allievo di un seguace di Francesco Solimena, il pittore Nicola Maria Rossi, del quale Corrado «imitò con tanta somiglianza la bella tinta… che sovente scambiavasi con gli originali le copie fatte da lui».
Un successivo discepolato, ipotizzato ancora dal Da Dominici presso Francesco Solimena, non ha alcun riscontro, né appaiono in quel periodo sue opere che possano riferirsi alla maniera del maestro napoletano.
Nel marzo 1727 è a Roma, ormai pittore indipendente, tanto da aprire una propria bottega presso ponte Sisto, nella parrocchia di San Giovanni della Malva, con l'allievo Giuseppe Rossi, che è testimone delle nozze del maestro, celebrate il 4 giugno 1734, con la romana Caterina Agata Silvestri; i due sposi vanno ad abitare «sotto la parrocchia di san Tomaso in Parione». La moglie Caterina morirà di parto all'età di 22 anni il 19 febbraio 1735: muore con lei anche il figlio Gaspare.
La prima opera documentata del Giaquinto è il Cristo in croce con la Madonna, san Giovanni Evangelista e Maria Maddalena, per la cattedrale della città portoghese di Mafra, commissionata nel 1730 dal re del Portogallo Giovanni V tramite il rettore della chiesa romana dell'Ara Coeli, padre José Maria de Fonseca e d'Evora. Una commissione prestigiosa, seguita, il 21 gennaio 1731, dall'incarico di eseguire affreschi nella chiesa di San Nicola dei Lorenesi: il ciclo comprende, nella volta, San Nicola fa scaturire l'acqua dalla roccia, nella tribuna, le Tre Virtù teologali, nella cupola Il Paradiso e nei pennacchi le Tre Virtù cardinali; vi affresca ancora, nella controfacciata, un Prigione e un Santo.
Il restauro, che ha eliminato le ottocentesche ridipinture a olio degli affreschi, ha confermato l'inesistenza di una dipendenza stilistica del Giaquinto dal Solimena, ribadendo invece il suo studio dell'ultimo Luca Giordano, da lui visto tanto a Napoli quanto nella chiesa romana della Maddalena, nella quale il giordanesco San Lorenzo Giustiniani gli suggerisce la commistione dell'affresco con l'effetto pastellato della superficie; nello stesso tempo si è voluto vedere nell'affresco del 1729 nella chiesa romana di Sant'Isidoro del francese Charles-André van Loo, che Giaquinto conoscerà personalmente in Piemonte, un'ulteriore occasione di meditazione per l'acquisizione del suo personale linguaggio pittorico.

### A Torino (1733 - 1738)
Nel giugno 1733, invitato dall'architetto Filippo Juvarra, è a Torino, dove il 20 settembre aggiunge alla pala del San Giovanni Nepomuceno, del Conca, nella chiesa di San Filippo, le figure della Madonna e di un angelo. Nella capitale piemontese Giaquinto decora ad affresco il soffitto di una sala della Villa della Regina con un Trionfo degli dei - andato distrutto durante la seconda guerra mondiale - la Morte di Adone e l'Apollo e Dafne, oltre a eseguire delle Storie dell'Eneide su alcune sovrapporte.
Lascia Torino probabilmente alla fine del 1734 per tornare a Roma: qui, il 19 febbraio 1735, perde la moglie Catarina e il neonato figlio Gaspare, per parto prematuro; sepolti nella chiesa di San Lorenzo in Damaso, li ricordava un tempo una lapide, ormai perduta, dettata dallo stesso pittore.
In quello stesso anno dovrebbe essere tornato a Torino, dove intorno al 1738 avrebbe completato le opere per la Cappella di San Giuseppe della chiesa di Santa Teresa, e cioè l'affresco dell'Assunzione di san Giuseppe e le tele del Riposo in Egitto e del Transito di san Giuseppe, il cui bozzetto è ora custodito nella Galleria Sabauda.

### A Roma
Tornato a Roma nel 1738, esegue l'anno successivo, per la parrocchiale di Rocca di Papa, l'Assunzione della Vergine, commissionatagli dal nipote del papa Alessandro VIII, Pietro Ottoboni. Il 3 gennaio 1740 dona all'Accademia di San Luca, di cui è divenuto membro, il bozzetto dell'Immacolata Concezione con il profeta Elia preparato per la chiesa torinese del Carmine: la tela, commissionata dal marchese Giuseppe Turinetti di Priero, giunse a Torino il 12 luglio 1741.
In una cronaca romana del tempo, alla data del 17 marzo 1742, si legge che il papa Benedetto XIV «[…] portossi alla chiesa di San Giovanni Calabita de' PP Benfratelli... osservò con molto piacere la nuova ristaurazione di quella Chiesa abbellita di… ottime pitture tanto nelli tre nuovi quadri degl'Altari che nei due riquadri dell'Altar maggiore, e nel volto, tutta opera del Pittore Sig. Corrado Napolitano…». Nella volta della navata Giaquinto dipinse le Opere di carità di san Giovanni Calabita e la sua assunzione in cielo, in quella del transetto il tondo della Trinità, nelle lunette due Virtù e nei pennacchi i Cherubini con gli strumenti della Passione; ai lati dell'altare maggiore sono due tele con il Martirio di santa Marta e il Sant'Antonio abate.
Il Diario Ordinario d'Ungheria, alla data 27 aprile 1743, dà notizia dello scoprimento del soffitto ristrutturato della chiesa di Santa Croce in Gerusalemme, nel quale sono «nel mezzo la Gloria Celeste, con la Croce trionfante e san Michel'Arcangelo che precipita nell'abisso i Demoni, oltre molte figure e rappresentanze; quale con l'altro della Crociata e colla Tribuna dell'Altar maggiore tutta ritoccata e ripulita nelle pitture antiche, che rappresentano l'Invenzione e l'Esaltazione rispettivamente della SS Croce, formano tutto assieme una vaga e magnifica comparsa, sì per le antedette pitture che sono opera del virtuoso Sig. Corrado Giacquinto Napolitano, sì per la nobile doratura e vaghi stucchi, de' quali ambedui li Soffitti e Chiesa tutta rispettivamente resta nobilitata e abbellita».

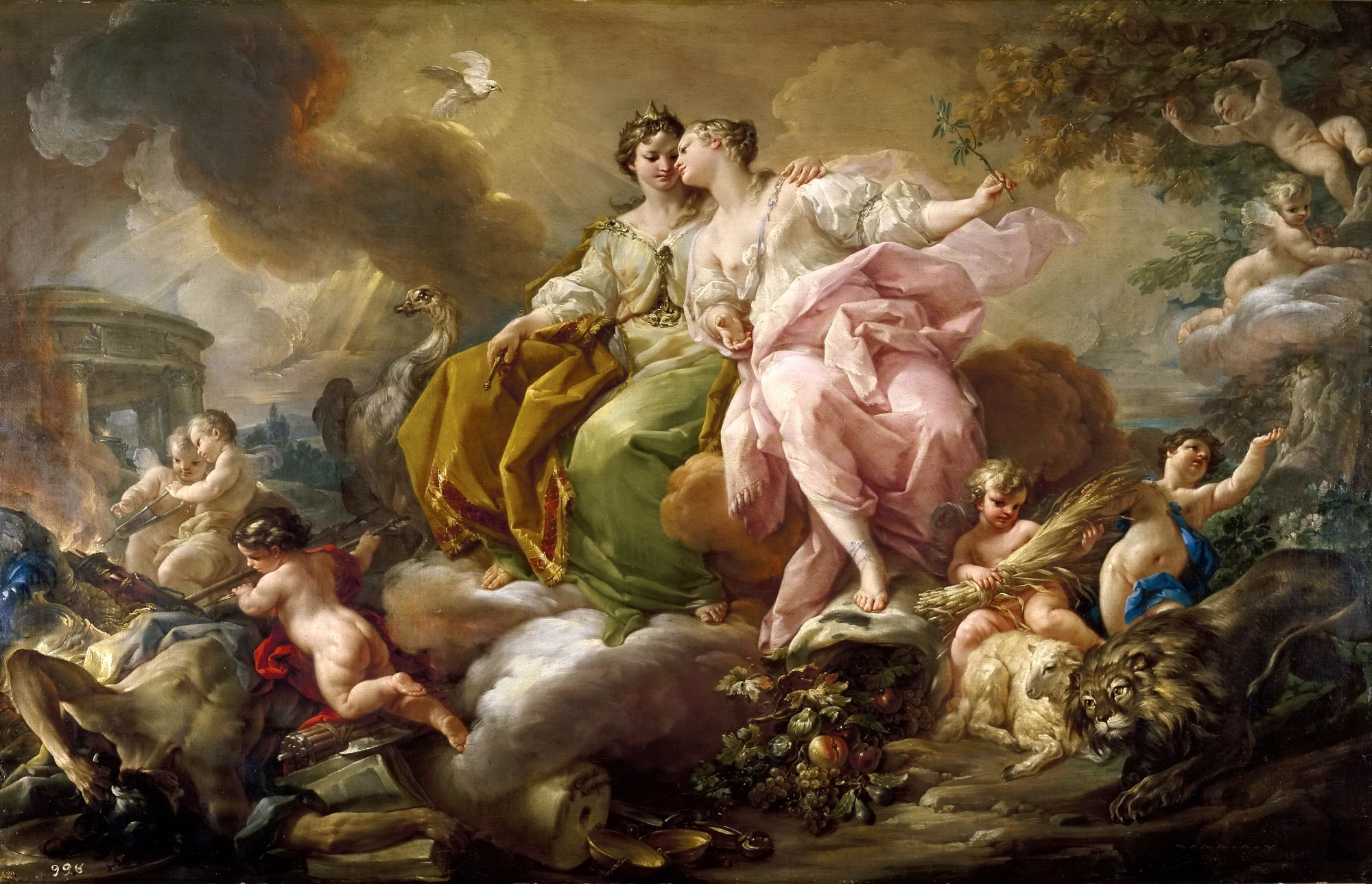
La Giustizia e la Pace, Madrid, Museo del Prado.

Negli anni romani, l'arte di Giaquinto ebbe una virata dal rococò in direzione del nascente neoclassico, anche per l'esempio dell'arte di Carlo Maratta e per l'influsso di artisti coevi come Pompeo Batoni e Pierre Subleyras. Anche da Roma Giaquinto continuò ad occuparsi di commissioni per Carlo III di Spagna, che gli affidò un dipinto per la chiesa della Trinità degli Spagnoli in Via Condotti.

### A Madrid
Successivamente il re richiamò l'artista molfettese a Madrid per decorare i vasti spazi dello scalone e della Capilla Real del suo palazzo, nell'ambito di un vasto programma di lavori che avrebbero coinvolto alcuni dei più prestigiosi artisti d'Europa, come Anton Raphael Mengs e Giovanni Battista Tiepolo. Nel 1753 è nominato dal re "pittore di Camera", poco prima d'essere chiamato a dirigere la Real Academia de Bellas Artes de San Fernando. Sempre in questi anni Giaquinto lavorò al palazzo reale della Granja, presso Segovia e alla Basilica di Nostra Signora e di Sant'Antonio a Mafra in Portogallo. La sua influenza sui pittori spagnoli è stata enorme. Già punto di riferimento e maestro, durante il loro apprendistato romano, di Antonio González Velázquez, Mariano Salvador Maella e José del Castillo. I suoi lavori in Spagna, così come quelli di Tiepolo, hanno avuto un'influenza decisiva per Francisco Goya.
Nel 1762, afflitto da problemi di salute, Giaquinto rientrò a Napoli alla corte del figlio di Carlo di Borbone, Ferdinando IV. Ultima sua importante commissione fu un ciclo di tele per la distrutta chiesa di San Luigi di Palazzo, che era stata da poco restaurata dall'amico Luigi Vanvitelli.

## Opere

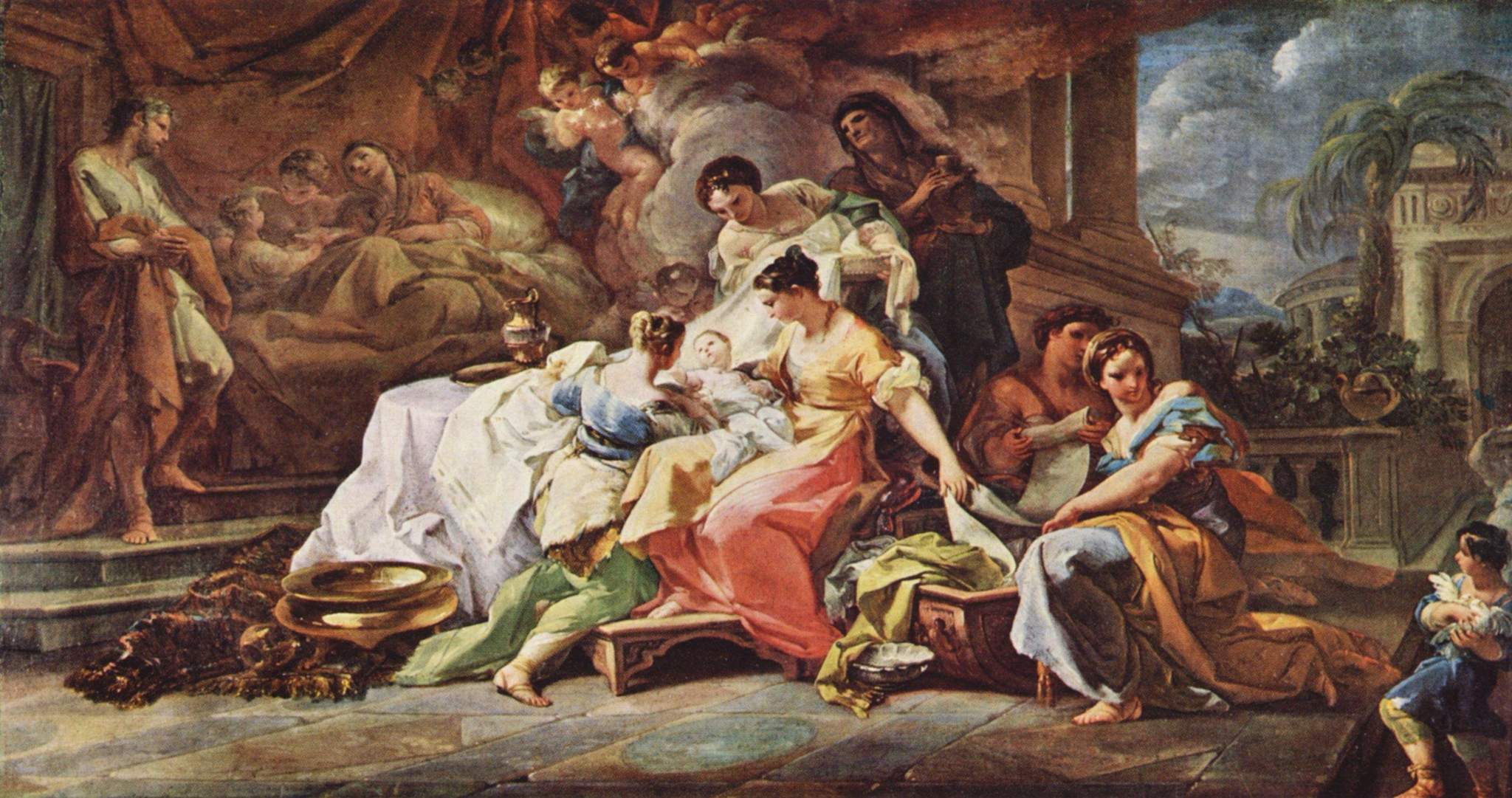
Natività di Maria, Oxford.

- Perugia, Galleria Nazionale dell'Umbria, Trinità, 1750 c.
- Teramo, Museo Civico di Teramo, studio per decorazione 1750 c.
- Genova, Palazzo Rosso, Il martirio dei Giustiniani di Scio, tratto da Francesco Solimena, olio su tela, datazione incerta
- Venezia, Ca' Rezzonico, Allegoria della Giustizia
- Firenze, Galleria degli Uffizi, Corridoio vasariano, Nascita di Maria Vergine, bozzetto, 1751-1753
- Firenze, Palazzo Pitti, Baccanale, 1730-1735
- Firenze, Chiesa di San Paolino, Vergine col Bambino e santi
- Bologna, Museo internazionale e biblioteca della musica, Ritratto di Carlo Broschi detto Farinelli, 1753-1755
- Cesena, Chiesa di Santa Maria del Suffragio, Natività della Vergine con San Manzio, tela, 1752
- Cesena, Cattedrale di San Giovanni Battista, affreschi e ornamenti della "Cappella della Madonna del Popolo", 1750
- Roma, Musei Vaticani, Satana davanti al Signore, olio su tela, 1750 e San Michele che abbatte Lucifero
- Roma, Quirinale, Venere appare a Enea, 1743-1744 circa
- Roma, Palazzo di Propaganda Fide, Pentecoste
- Roma, Palazzo Borghese, il dipinto Baccanale databile nel periodo 1720-1765 e gli affreschi Motivi decorativi geometrici e vegetali alla persiana del 1746 e Allegoria della Religione e delle Virtù databile nel periodo 1740-1744
- Roma, Galleria Borghese, Annunciazione, 1753
- Roma, Gallerie nazionali d'arte antica, Martirio di San Dionigi  (bozzetto della tela conservata nel duomo di Crotone), 1759
- Roma, Chiesa di San Nicola dei Lorenesi, affreschi, 1731
- Roma, Basilica di San Lorenzo in Damaso, affresco, l’Apparizione dell’Eterno a San Nicola, cappella Ruffo, su incarico del cardinale Tommaso Ruffo, 1743
- Roma, Chiesa di Santa Maria dell'Orto, Battesimo di Cristo, olio su tela, 1750
- Roma, Chiesa di San Giovanni Calibita, con i dipinti Martirio di santa Marta databile nel periodo 1740-1742, Sant'Ercolano, sant'Ippolito e san Taurino del 1741 e Sant'Antonio Abate in adorazione databile nel periodo 1736-1742 e con gli affreschi Carità e assunzione di san Giovanni di Dio e Trinità in gloria databili nel periodo 1740-1741
- Roma, Chiesa di Santa Croce in Gerusalemme, la grande tela Apoteosi di sant’Elena del 1744, affreschi con Storie della Vera Croce, 1743, Mosè e il serpente di bronzo e Mosè fa scaturire l'acqua dalla roccia databili nel periodo 1750-1752
- Roma, Chiesa della SS.Trinità degli Spagnoli, La Santissima Trinità e la liberazione di uno schiavo, 1748
- Rocca di Papa, chiesa parrocchiale, pala dell'Assunta, 1739
- Moricone (Roma), Chiesa parrocchiale dell'Assunta, pala d'altare dell'Assunta, datazione incerta
- Ariccia, Palazzo Chigi, Sant’Ercolano, Sant’Ippolito e San Taurino, 1741 c.
- Torino, Villa della Regina, affreschi, 1733
- Torino, Chiesa di Santa Teresa, tele con la Vita di san Giuseppe, 1735
- Torino, Chiesa della Madonna del Carmine, pala dell'Immacolata Concezione con il profeta Elia, commissionata dal marchese Giuseppe Turinetti di Priero, giunse a Torino il 12 luglio 1741.
- Bevagna, Pinacoteca Comunale, Adorazione dei Magi, 1740-1750 circaIl trionfo di Galatea, Milwaukee Art Museum.

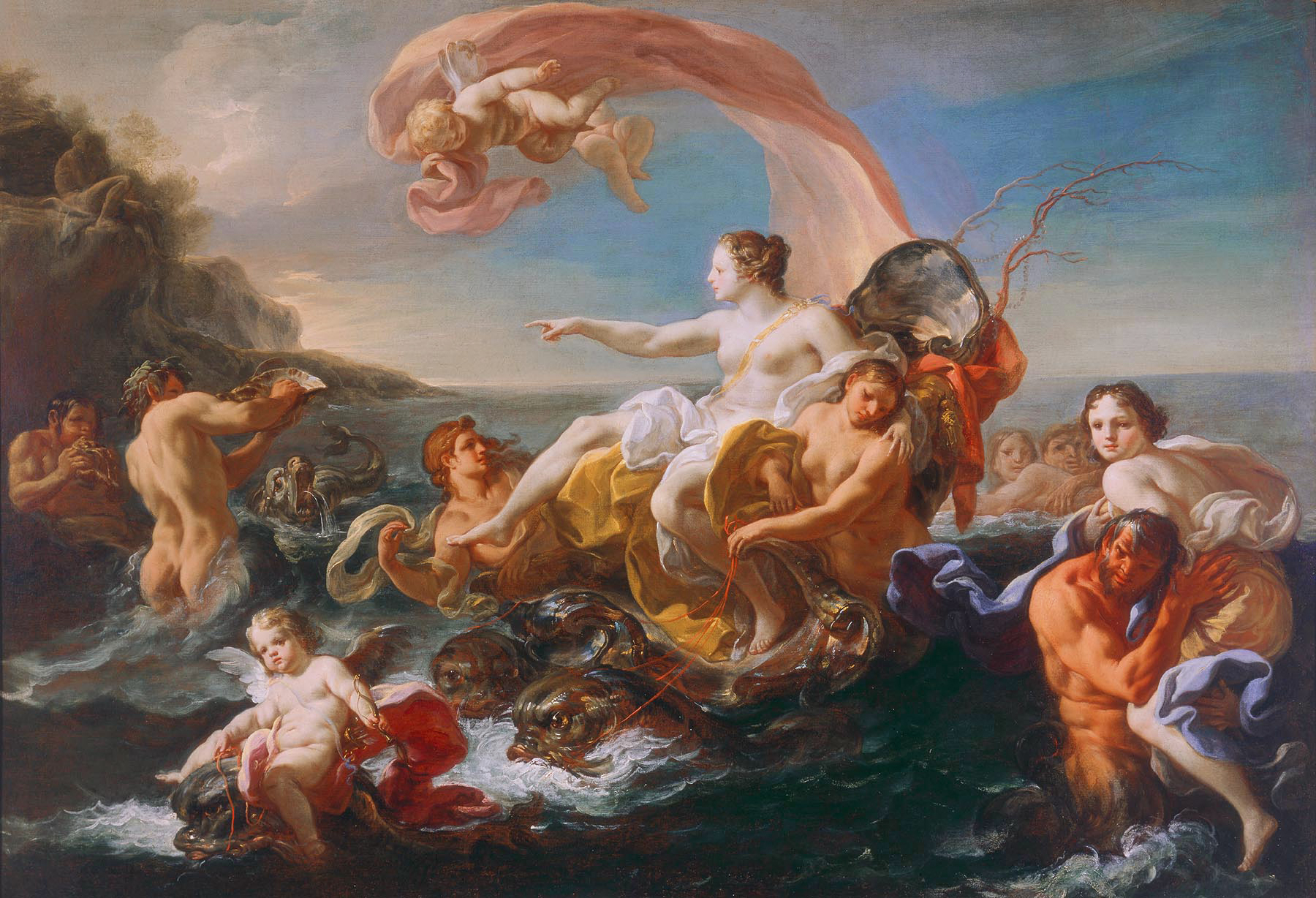
Il trionfo di Galatea, Milwaukee Art Museum.

- Montefortino, Pinacoteca civica Fortunato Duranti, Agar e Ismaele, 1750-1752
- Napoli, Duomo, affreschi sulla Traslazione delle Reliquie dei santi Acuzio ed Eutiche da Pozzuoli a Napoli 1744 circa
- Napoli, Museo nazionale di Capodimonte, Enea e la Sibilla Cumana, 1753-1762 c. e San Nicola di Bari benedice i soldati, 1720-1765 c.
- Napoli, Chiesa di San Luigi di Palazzo, tele con la Vita della Vergine, 1764-1765
- Napoli, Basilica di San Giovanni Maggiore, La Trinità con le sante Elena e Lucia, olio su tela, datazione incerta
- Caserta, Palazzo Reale, tela con Fortezza e Vigilanza, datazione incerta, e La Guerra e la Scienza
- Sant'Agata de' Goti, Museo diocesano, Cacciata di Agar e Ismaele ed una Annunciazione
- Bari, Pinacoteca provinciale di Bari, Ulisse e Diomede nella tenda di Reso, 1753-1762
- Bari, Pinacoteca provinciale di Bari, Natività del Battista, 1744-1745
- Bari, Pinacoteca provinciale di Bari, San Nicola salva i naufraghi, 1746
- Molfetta, Cattedrale dell'Assunta, Assunzione della Vergine, 1747
- Molfetta, Chiesa di San Domenico, Madonna del Rosario con San Domenico, 1762-1765
- Molfetta, Collezione privata, Trionfo di Galatea, 1739
- Molfetta, Collezione privata, Venere riceve da Vulcano le armi di Enea, 1739 circa
- Taranto, Museo diocesano, Sogno di san Giuseppe, 1750-1752
- Crotone, Cattedrale di Santa Maria Assunta, Martirio di san Dionigi, 1759
- Cosenza, Galleria Nazionale, Gloria di san Giovanni di Dio, bozzetto per la volta della Chiesa di San Giovanni Calibita (Roma), e L'Olimpo e Apoteosi della Spagna, bozzetto
- Malta, Museo nazionale di belle arti della Valletta, Madonna e Gesù Bambino
- Madrid, Palazzo Reale, Capilla Real, affresco con La Spagna rende omaggio alla Religione, 1753-1762
- Madrid, Palazzo Reale, affresco con La nascita del sole e il trionfo di Bacco, 1753-1762
- Madrid, Museo del Prado, La Giustizia e la Pace, 1760-1762, Deposizione dalla croce, 1758-1759
- Real Sitio de San Ildefonso, Palazzo Reale della Granja de San Ildefonso, Storie di Enea, 1735
- Valencia, Museo di belle arti di Valencia, Adorazione dei pastori
- Mafra, Basilica di Nostra Signora e di Sant'Antonio, Crocefissione e santi, 1730
- Parigi, Museo del Louvre, Riposo durante la fuga in Egitto 1740 c., precedentemente in collezione Lemme
- Ajaccio, Museo Fesch, Autoritratto, San Nicola di Bari e Martirio di San Lorenzo
- Rennes, Museo di belle arti, Venere e Vulcano
- Stoccarda, Staatsgalerie, Riposo dalla fuga in Egitto
- Vienna, Kunsthistorisches Museum, Adorazione dei magi, 1740-1745 c.
- Budapest, Museo di belle arti (Budapest), Allegoria della pittura, Angelo annunciante, e Mosè riceve la Legge, 1750 c.
- Londra, National Gallery, Il serpente di bronzo e Mosé colpisce la roccia, 1741-1744 c.
- Oxford, Christ Church Picture Gallery, Natività di Maria, datazione incerta
- Barnard Castle, Bowes Museum, Venere presenta le armi ad Enea
- Southampton, City Art Gallery, Vergine con Bambino
- Dublino, Galleria nazionale d'Irlanda, Gloria di Marcantonio II Colonna, bozzetto
- Rio de Janeiro, Museo nazionale delle belle arti, Apoteosi di san Nicola
- Buenos Aires, Museo nazionale delle Belle Arti, Allegoria della pittura, 1750
- Washington, National Gallery of Art, L' Autunno e L’Inverno, 1740-1750
- New York, Metropolitan Museum of Art, Maria Maddalena penitente, realizzata per il cardinale Mario Bolognetti,1750 c., e Medea ringiovanisce Esone, 1760 c.
- New York, Collezione privata, Miracoli di san Nicola, sette dipinti, 1750
- St. Louis, Saint Louis Art Museum, Sant’ Elena e l’imperatore Costantino, 1741-1742
- Boston, Museum of Fine Arts, Adorazione dei magi, 1725
- San Francisco, Fine Arts Museums, Cristo alla colonna
- Detroit, Detroit Institute of Arts, Riposo durante la fuga in Egitto, 1764-1765
- Cambridge (Massachusetts), Fogg Art Museum, La Presentazopne al Tempio, 1764-1765
- Pasadena (California), Norton Simon Museum, Matrimonio di Maria Vergine, 1760
- Princeton, Princeton University Art Museum, San Gennaro
- Milwaukee, Milwaukee Art Museum, Trionfo di Galatea e Ratto di Europa, 1752
- Minneapolis, Minneapolis Institute of Art, La Trinità con le anime del Purgatorio, 1740

## Galleria d'immagini

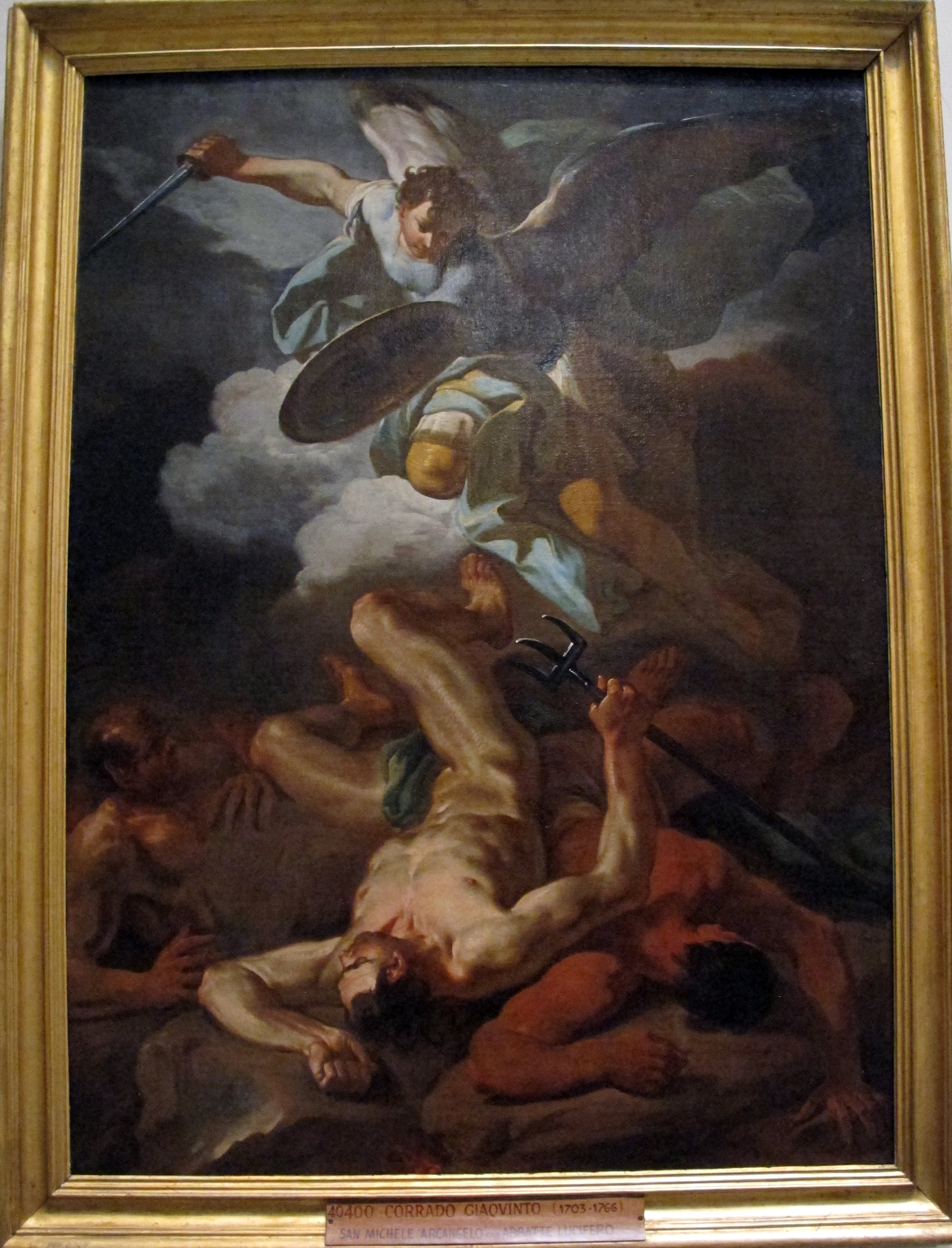
San Michele che abbatte Lucifero, Pinacoteca vaticana, Roma
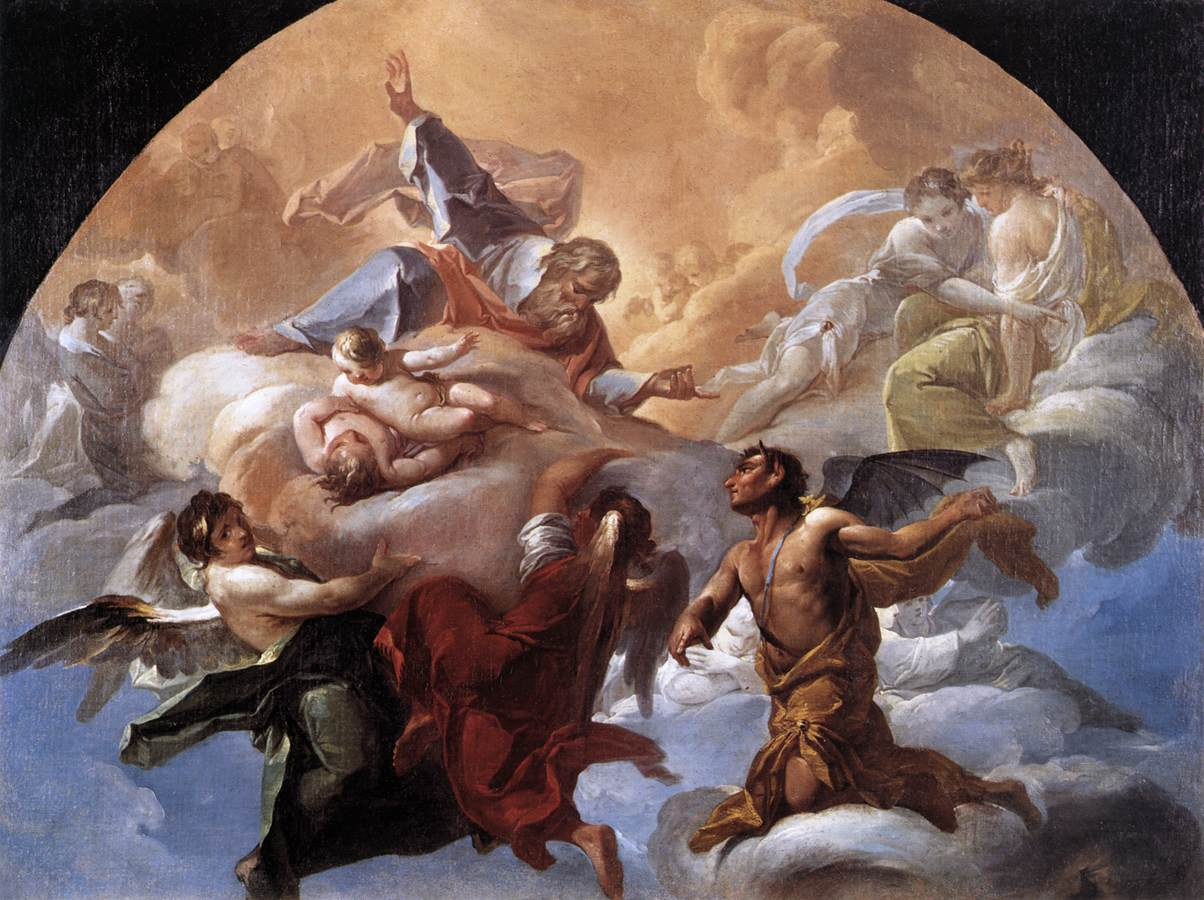
Satana davanti a Dio, 1750, Musei Vaticani
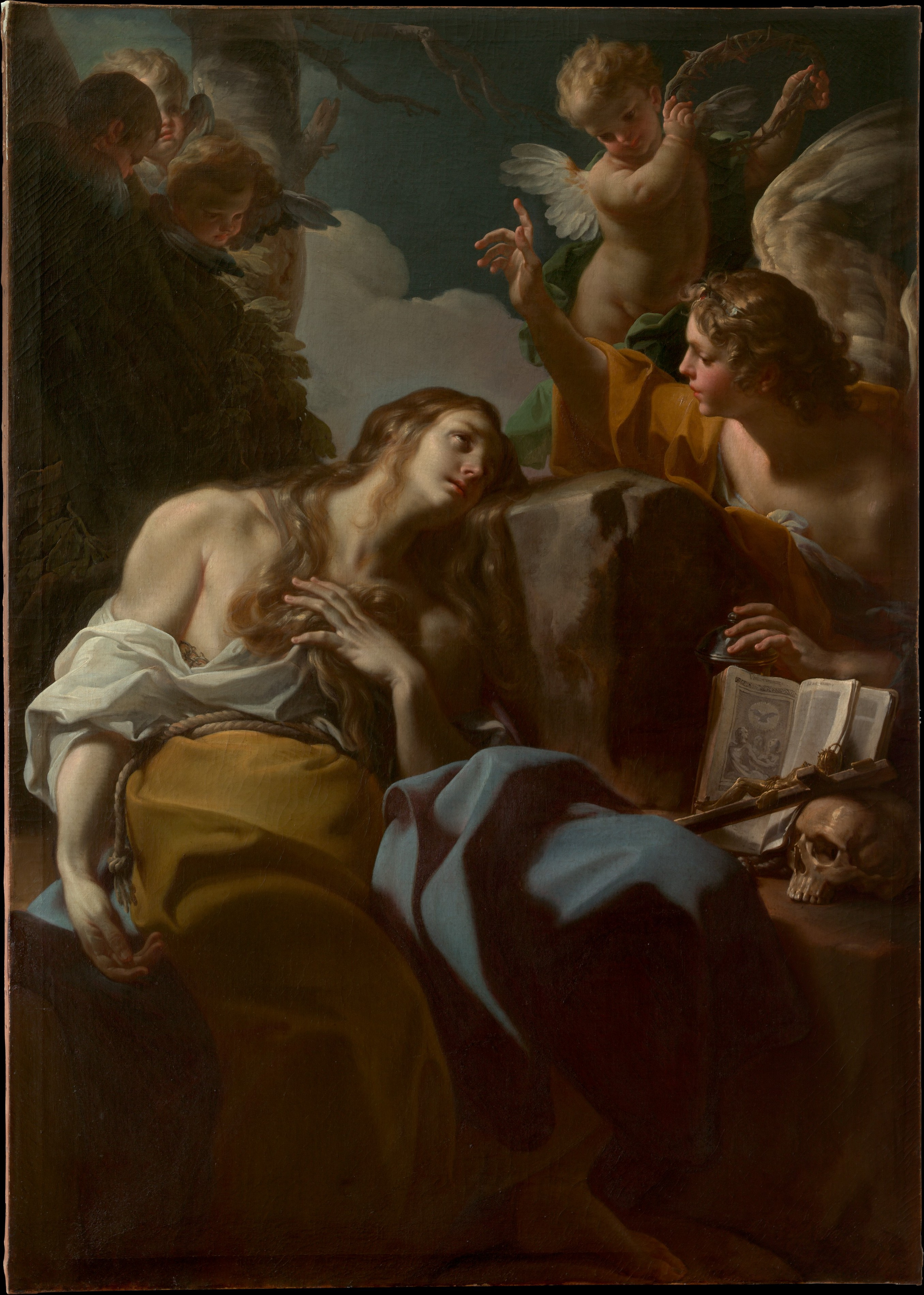
Maddalena penitente, ca.1750, Metropolitan Museum of Art, New York
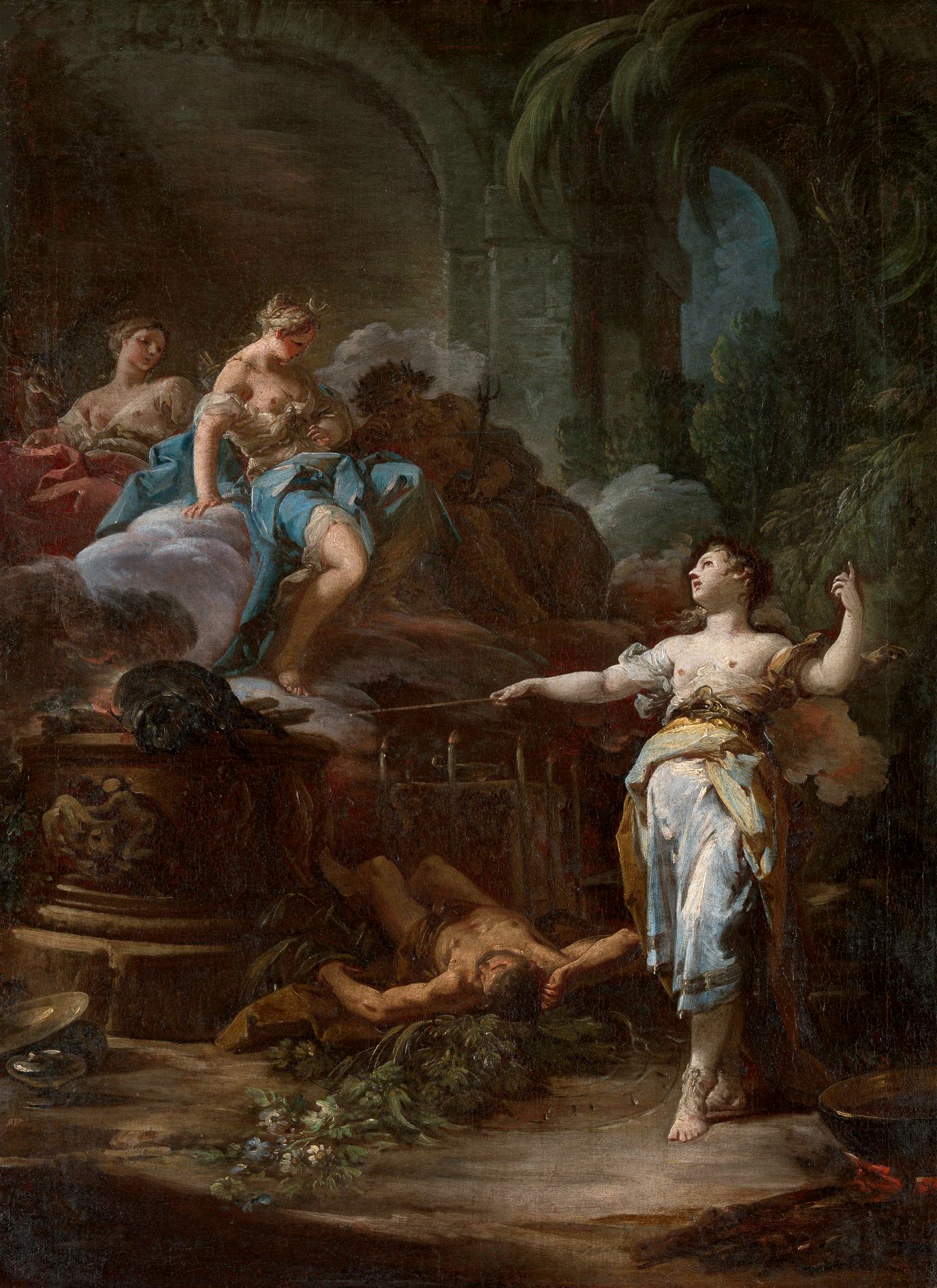
Medea ringiovanisce Esone, Metropolitan Museum of Art, New York
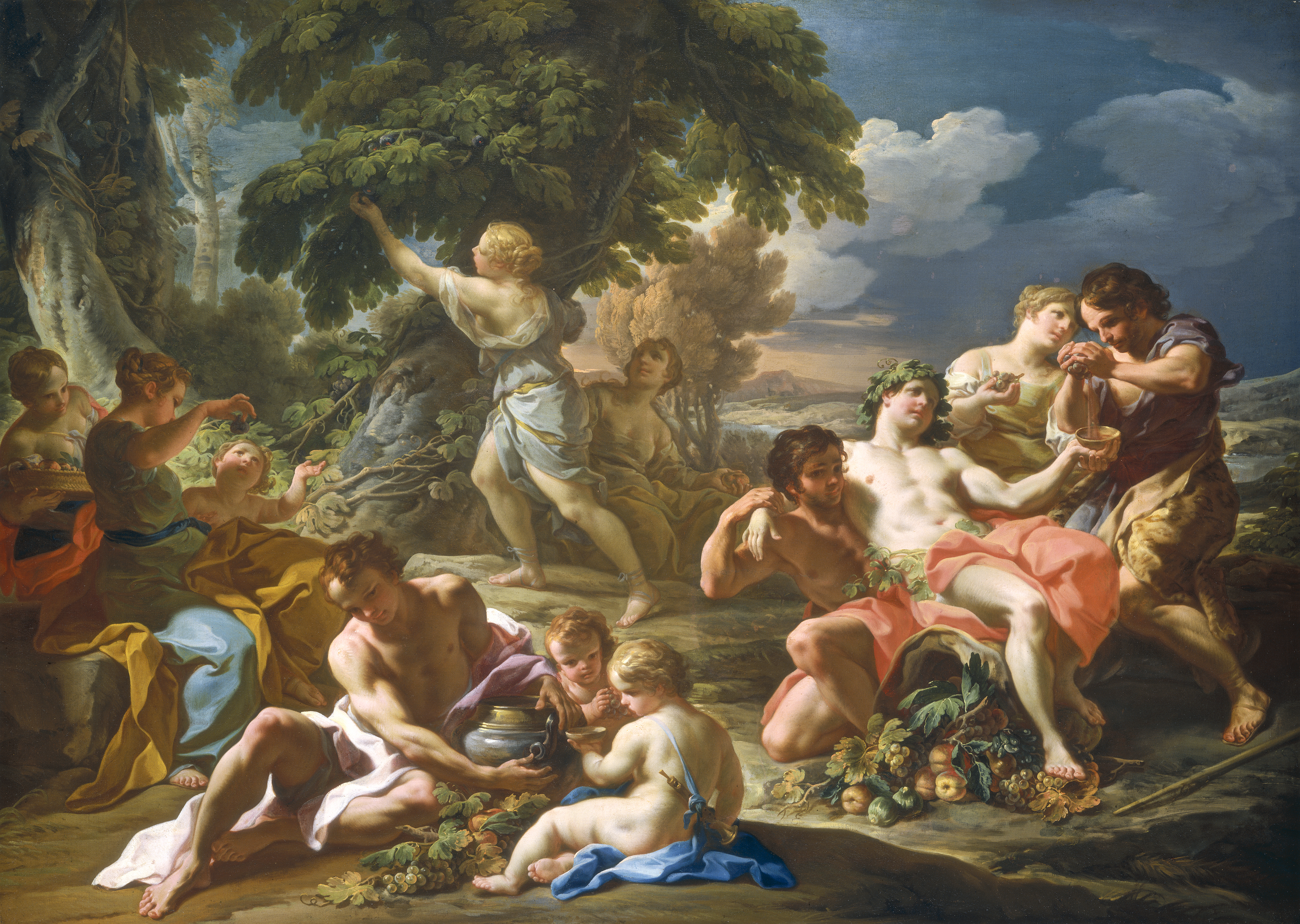
Autunno, 1740-1750, National Gallery of Art, Washington, D.C.
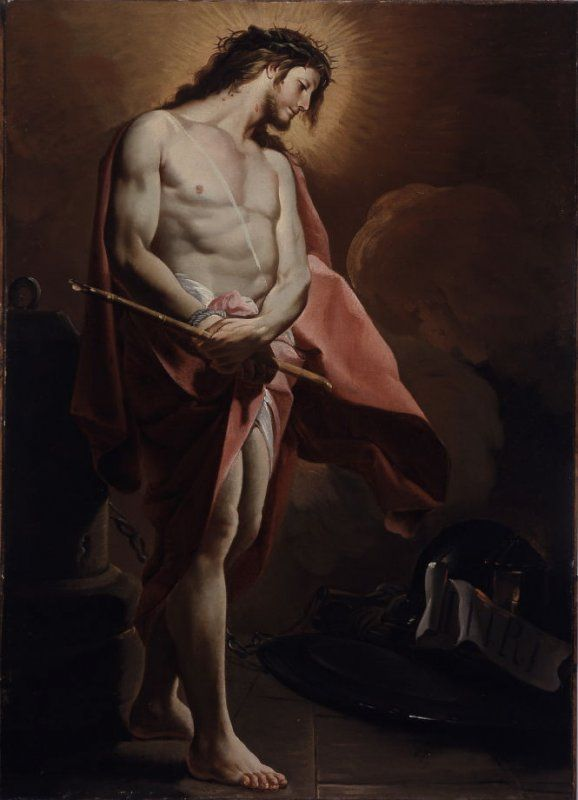
Cristo alla colonna, Fine Arts Museums, San Francisco
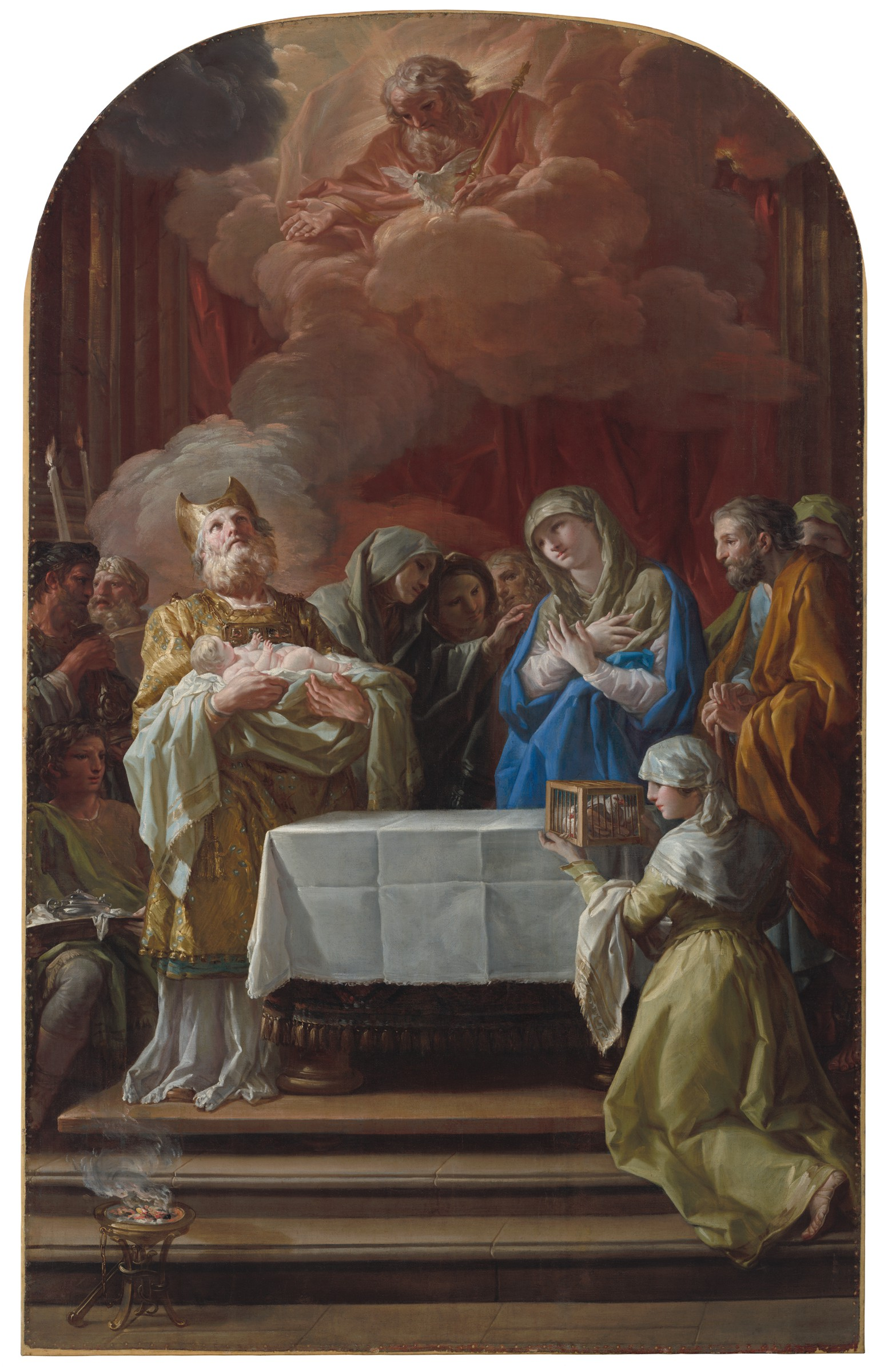
La Presentazione al Tempio, 1764-1765, Cambridge (Massachusetts), Fogg Art Museum
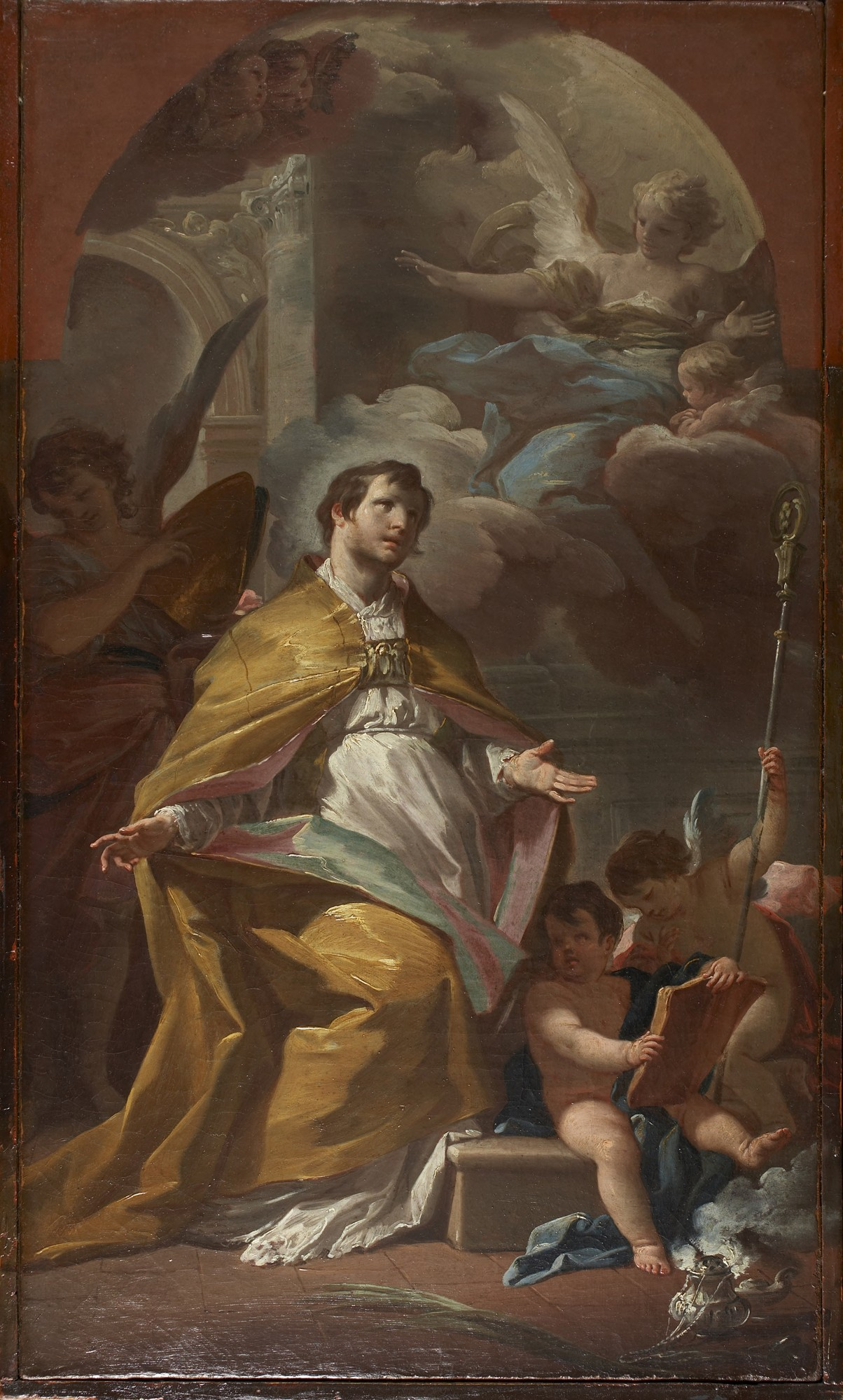
San Gennaro, Princeton University Art Museum, Princeton
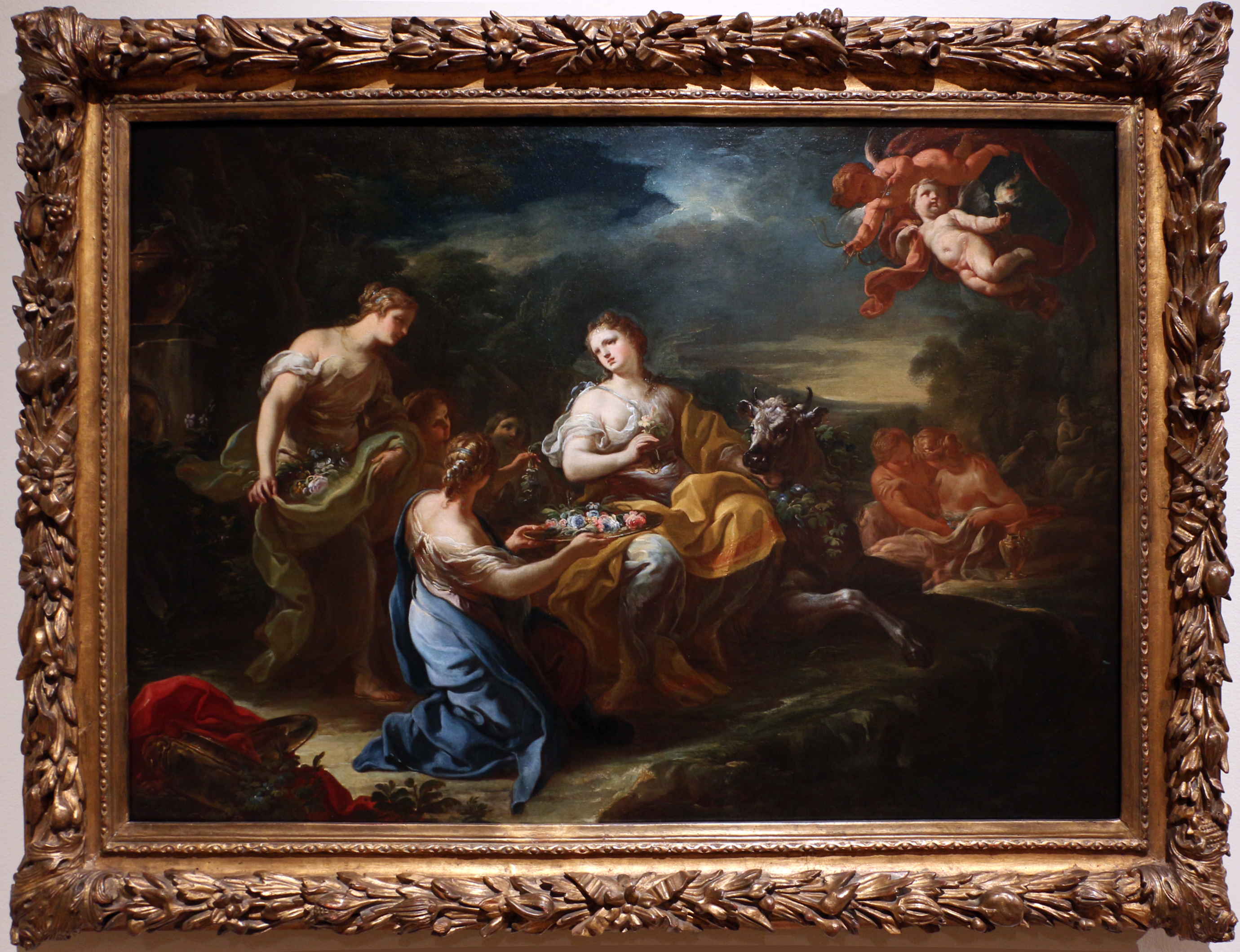
Ratto di Europa, Milwaukee Art Museum, Milwaukee
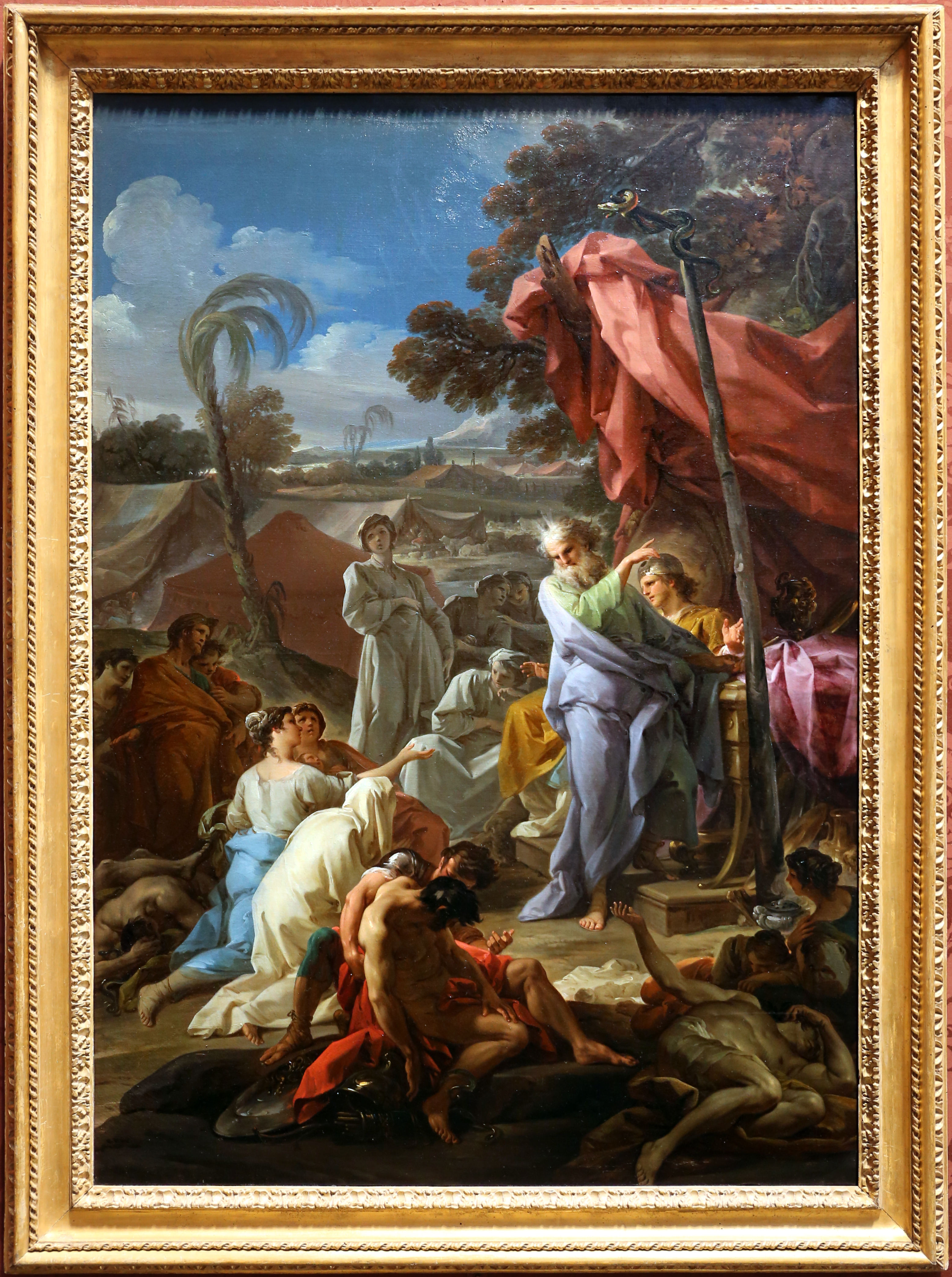
Il serpente di bronzo, 1743-44, National Gallery (Londra)
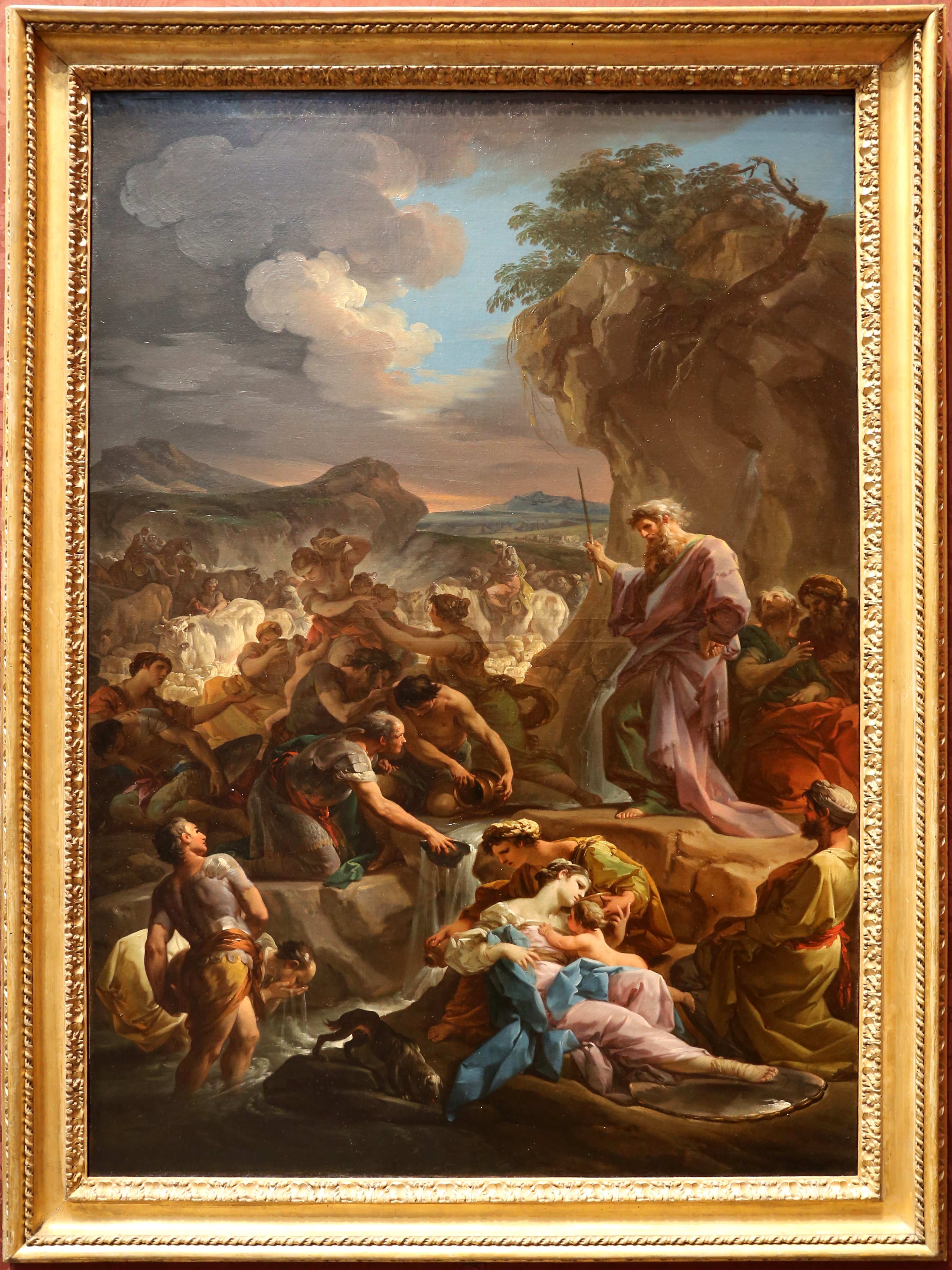
Mosè colpisce la roccia, 1743-44, National Gallery (Londra)
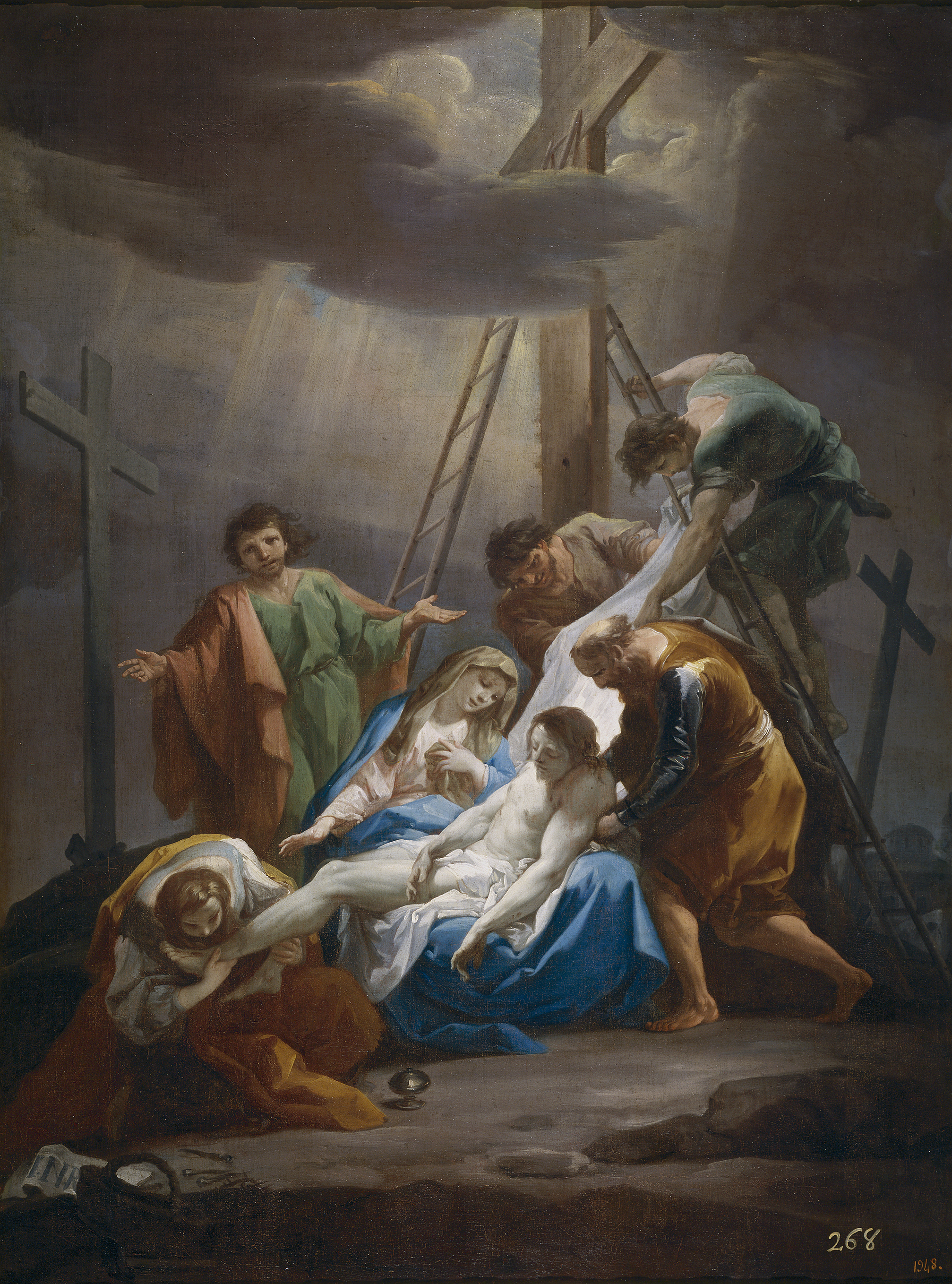
Deposizione dalla croce, Museo del Prado, Madrid
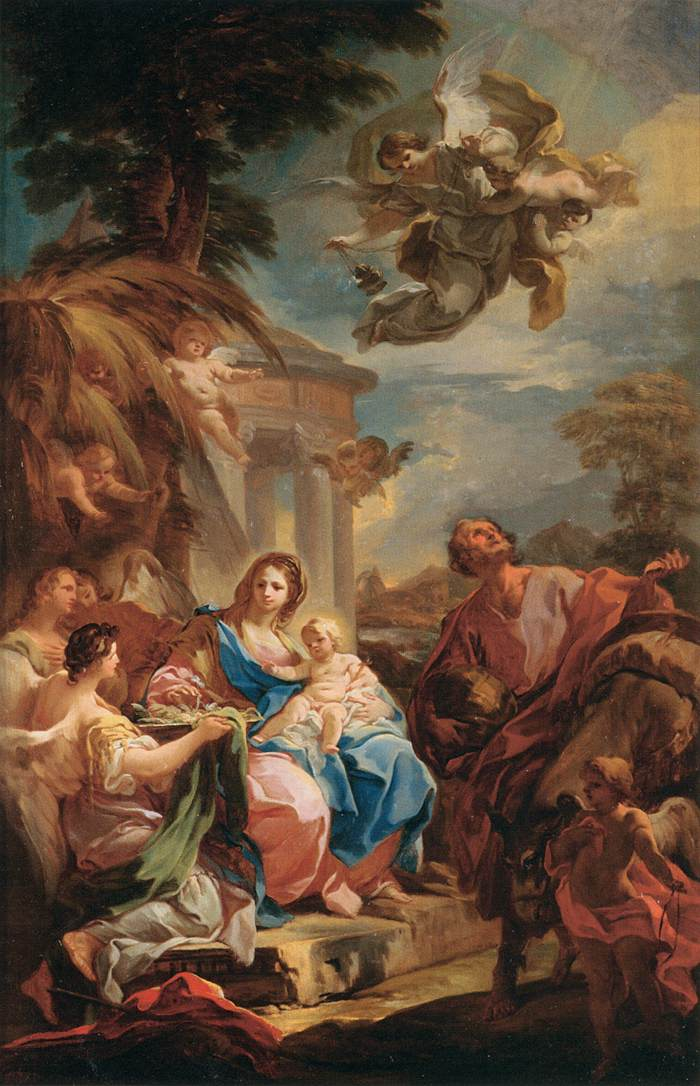
Riposo dalla fuga in Egitto, 1740-1742, Louvre, Parigi
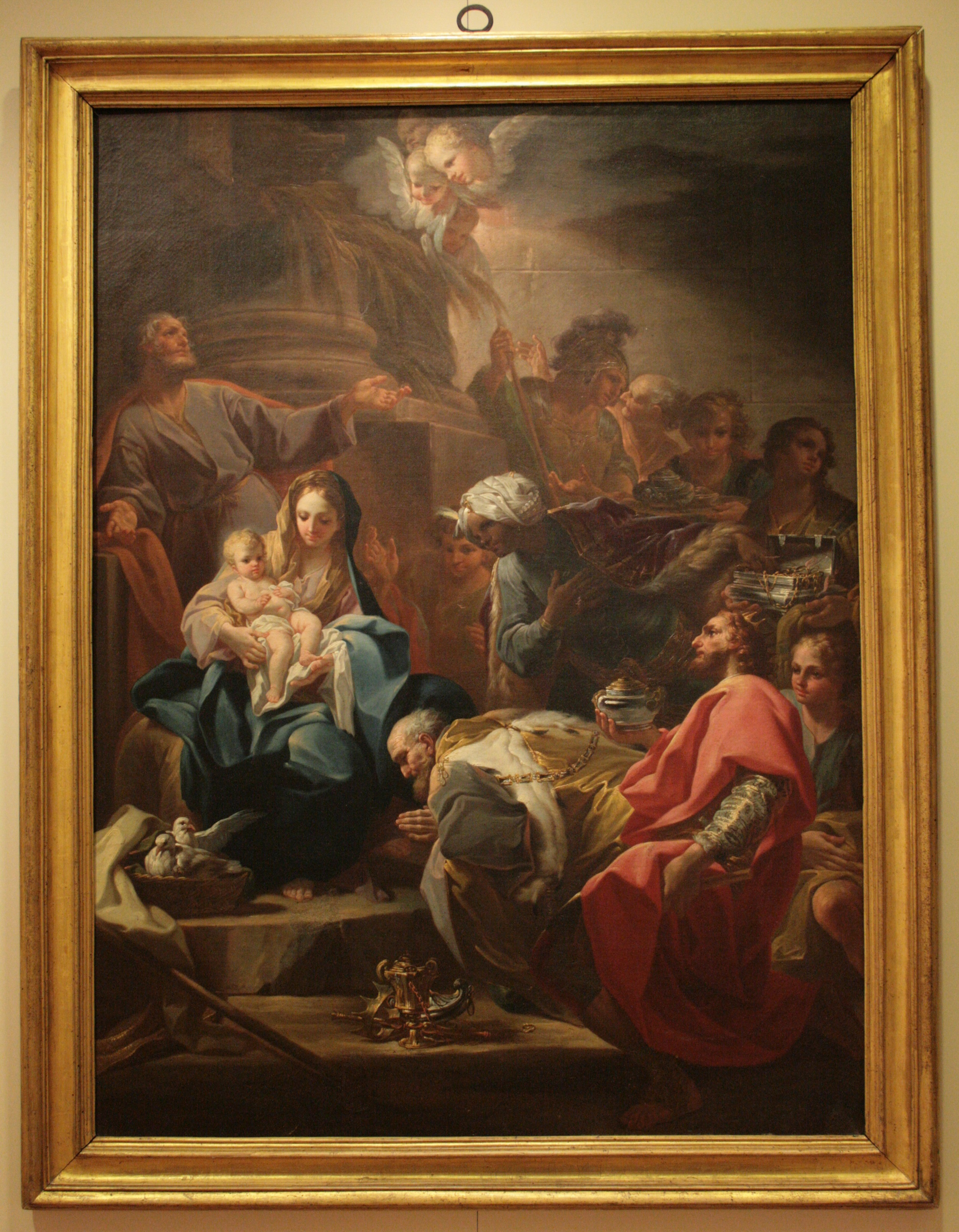
Adorazione dei magi, 1750, Museo civico di Bevagna
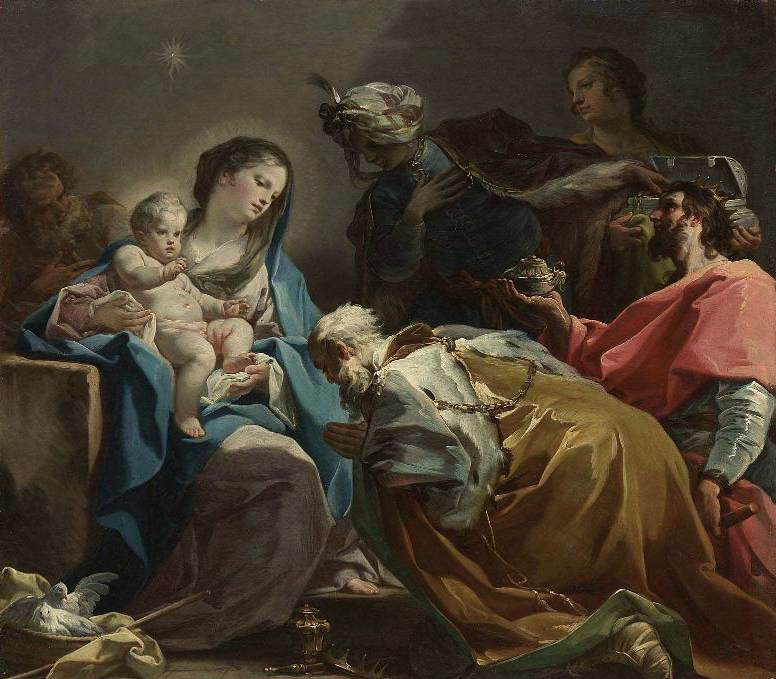
Adorazione dei magi, 1725, Museum of Fine Arts, Boston
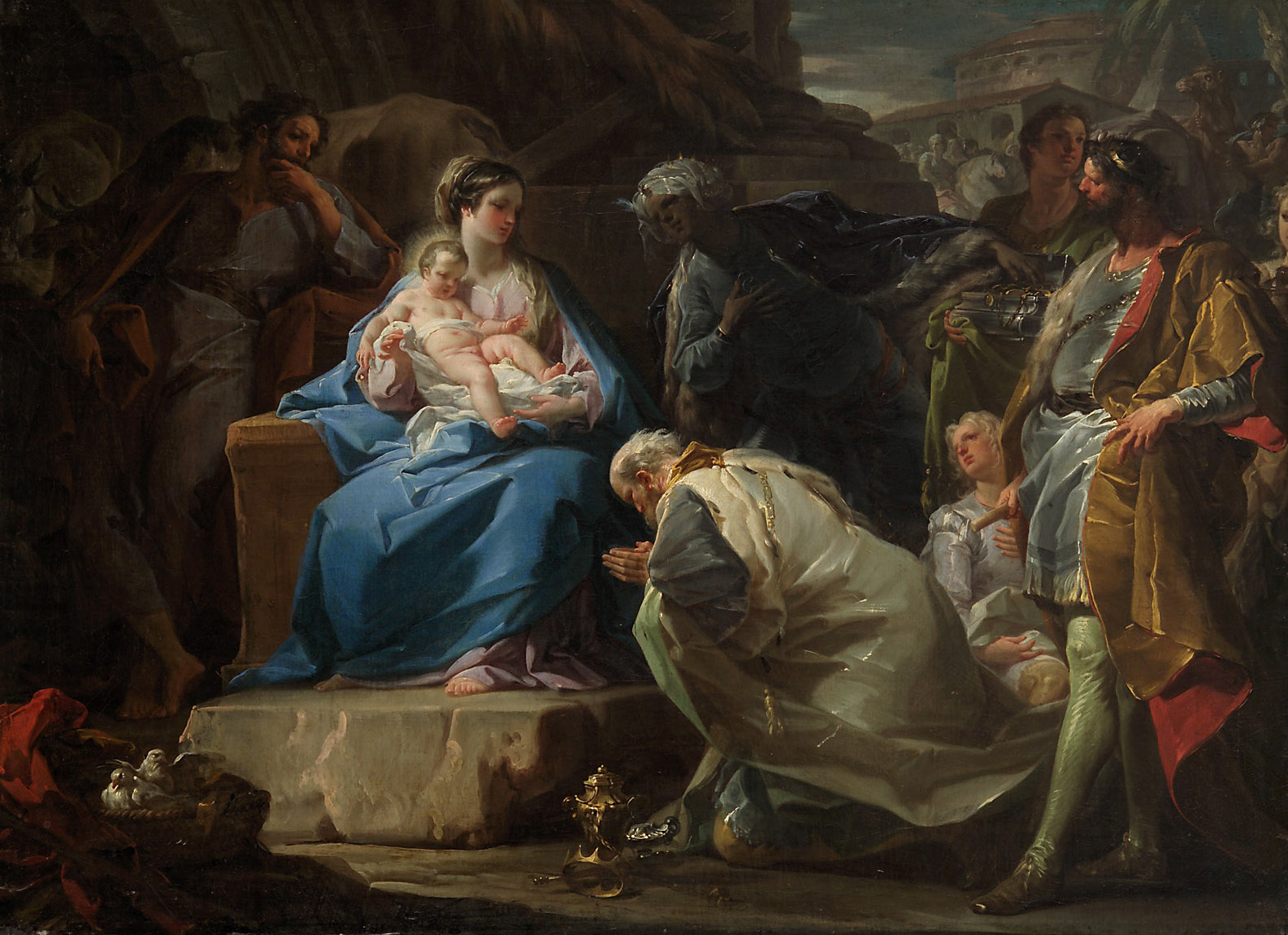
Adorazione dei magi, 1740-45, Kunsthistorisches Museum, Vienna
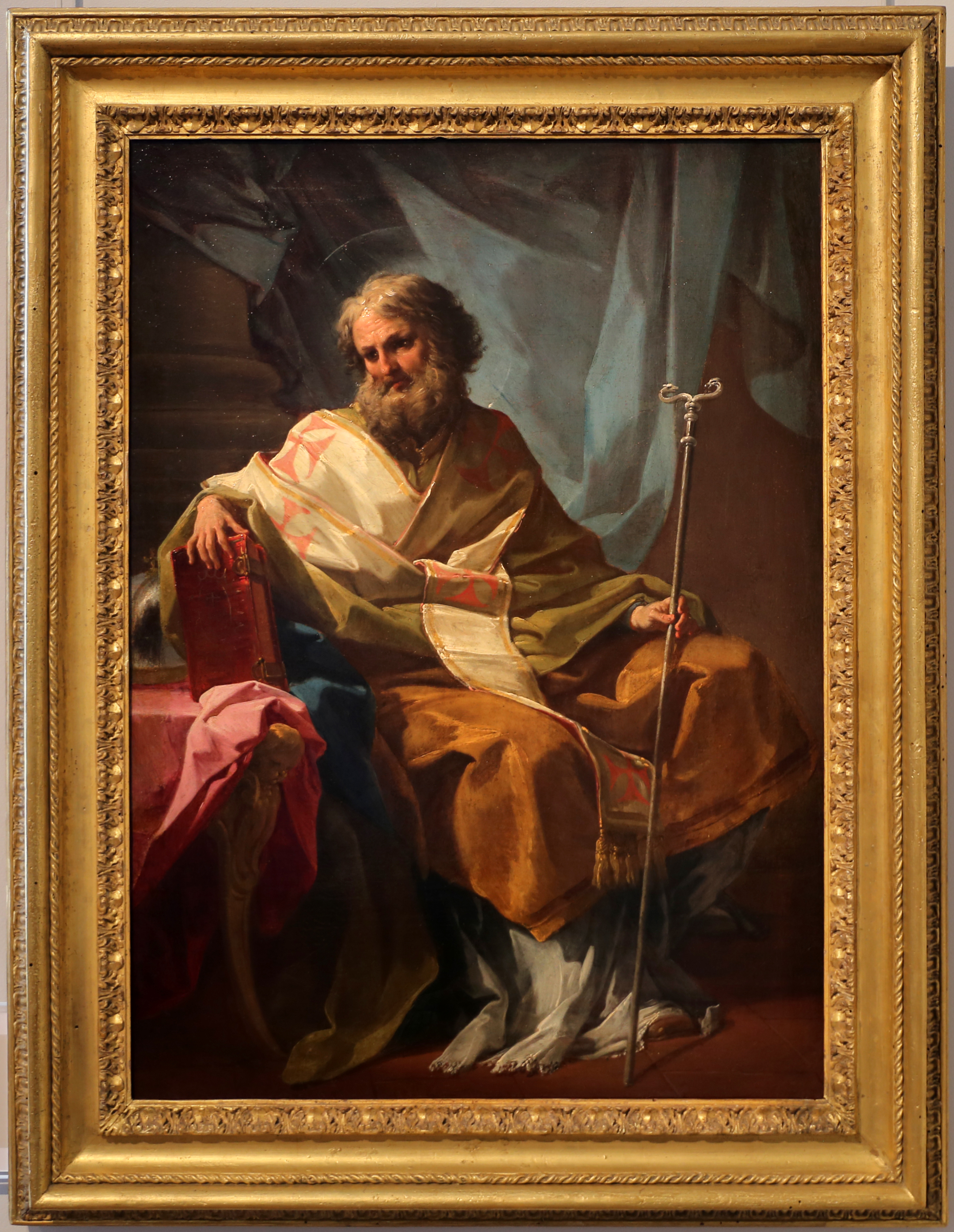
San Nicola di Bari, Museo Fesch, Ajaccio
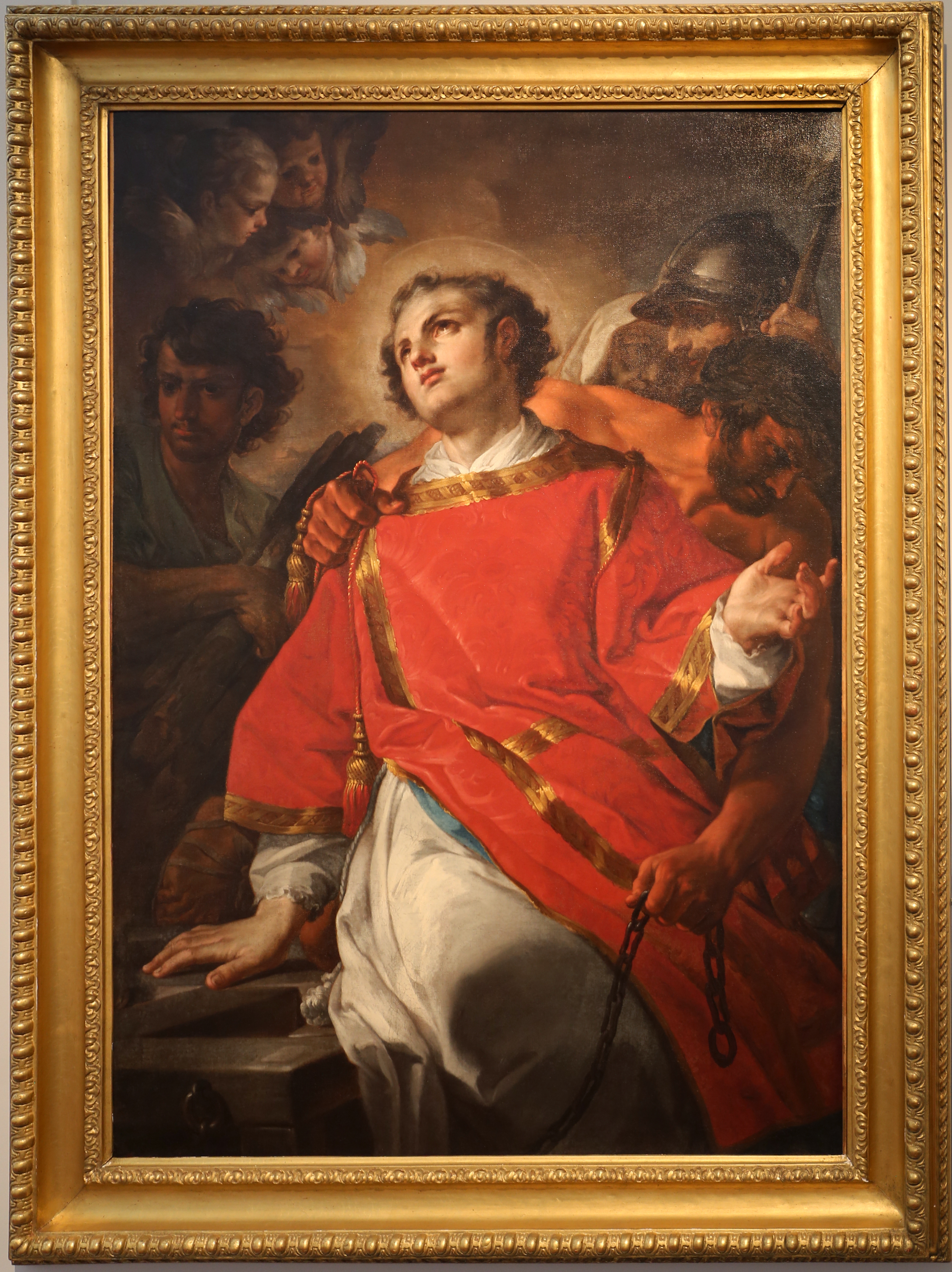
Martirio di san Lorenzo, Museo Fesch, Ajaccio
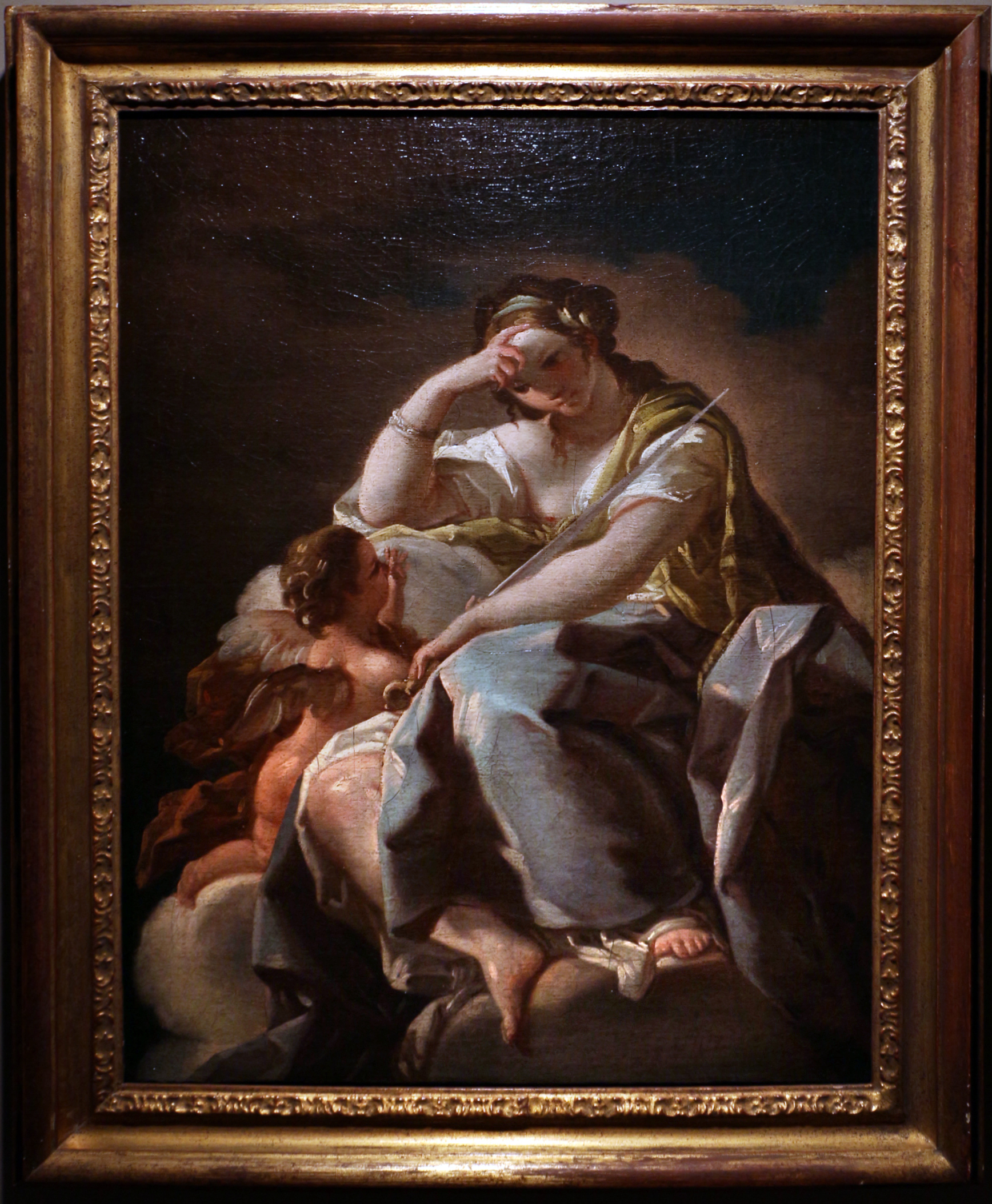
Allegoria della giustizia, Ca' Rezzonico, Venezia
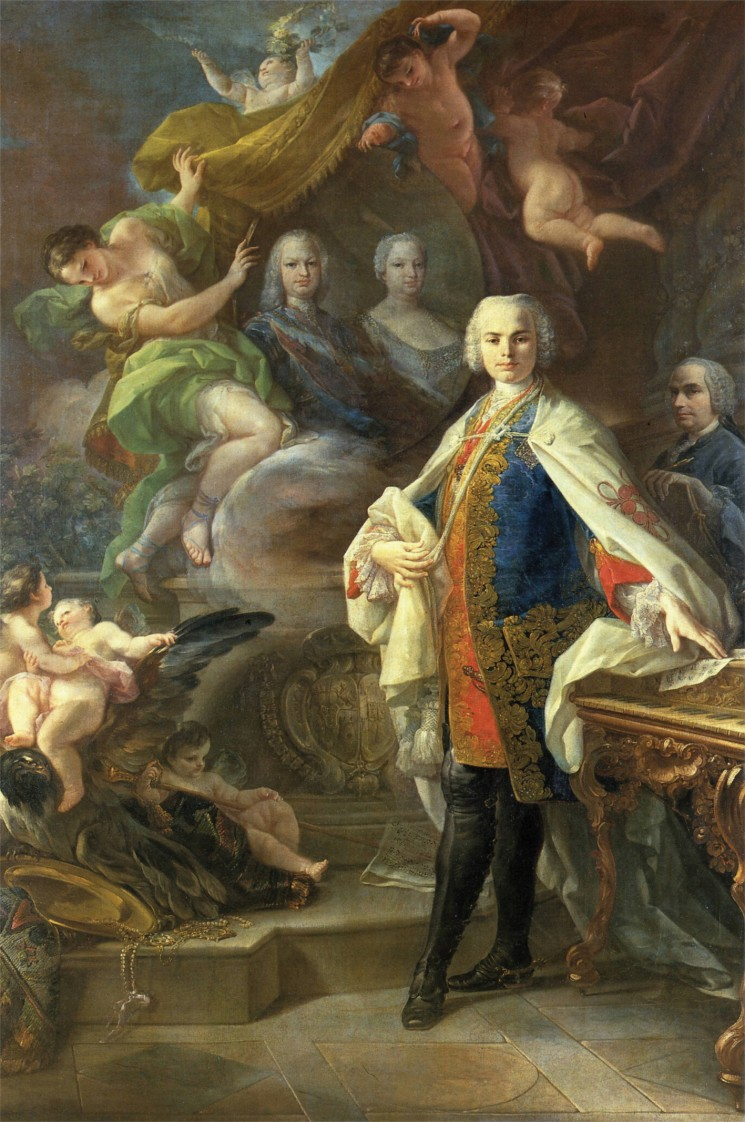
Ritratto di Farinelli, ca. 1753, Pinacoteca nazionale di Bologna
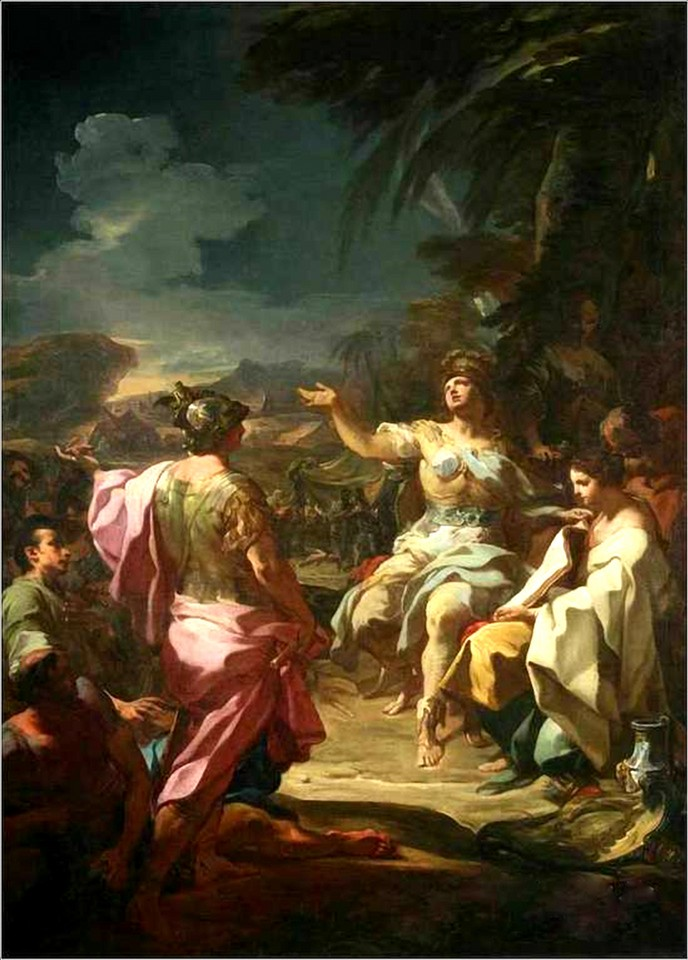
Enea e la Sibilla Cumana, Museo nazionale di Capodimonte, Napoli
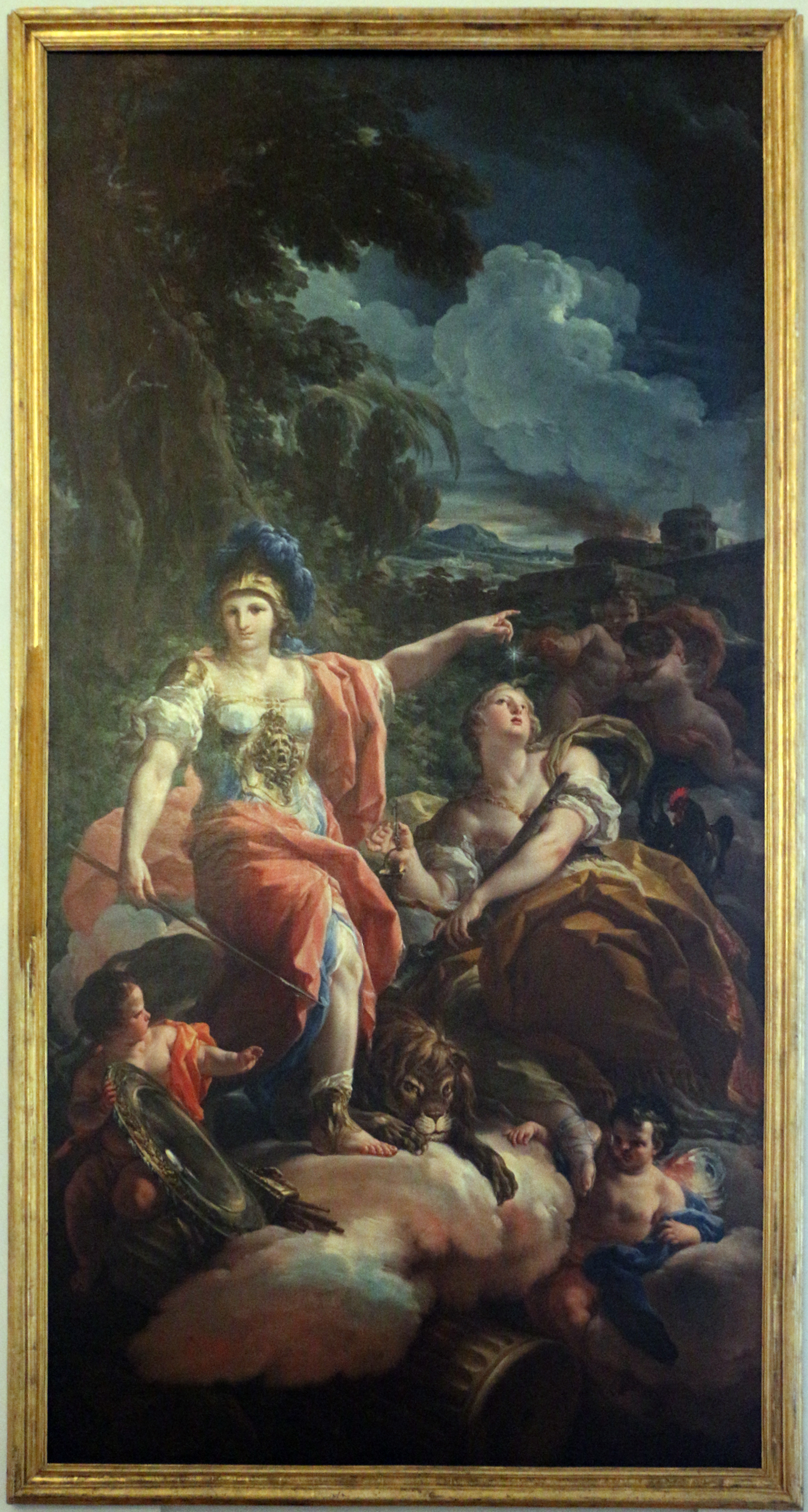
Allegoria della forza e vigilanza, Reggia di Caserta
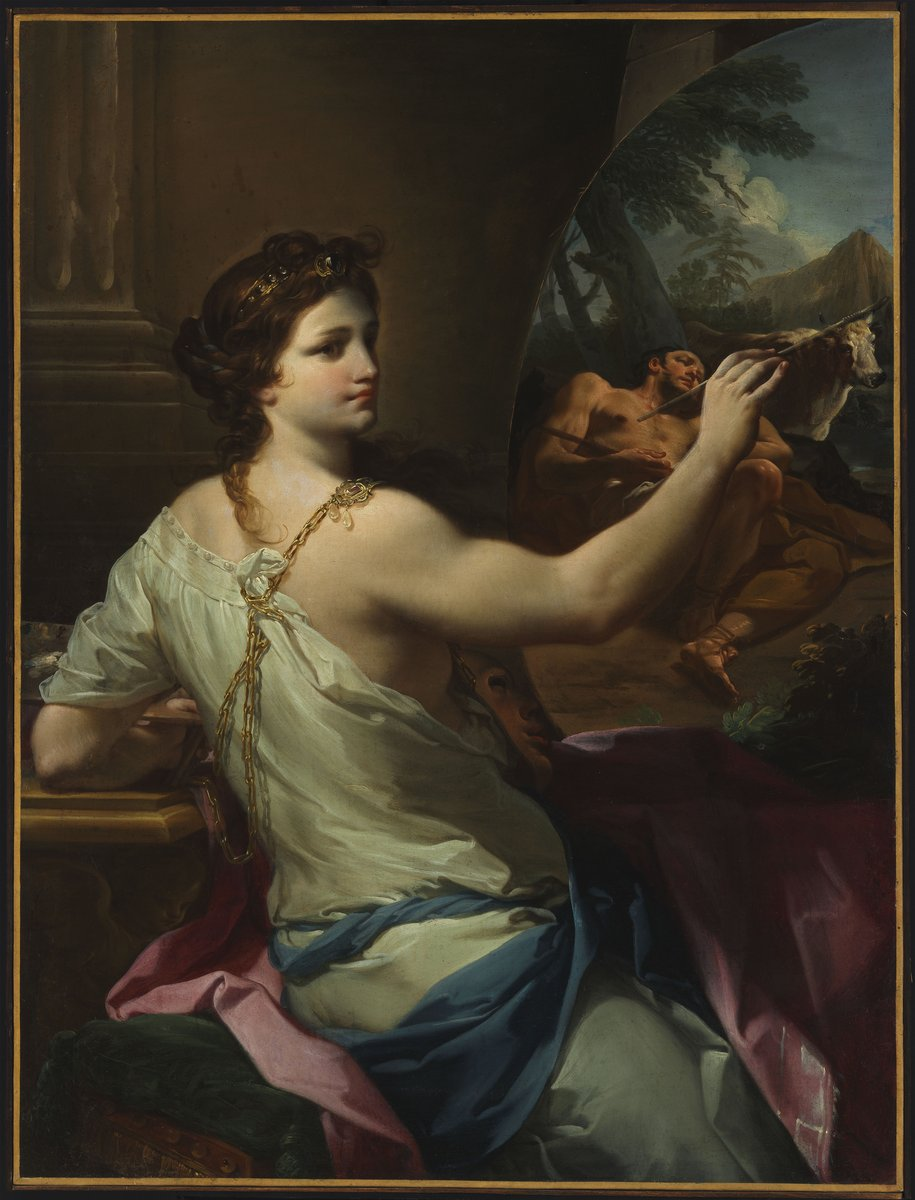
Allegoria della pittura, Museo di belle arti (Budapest)
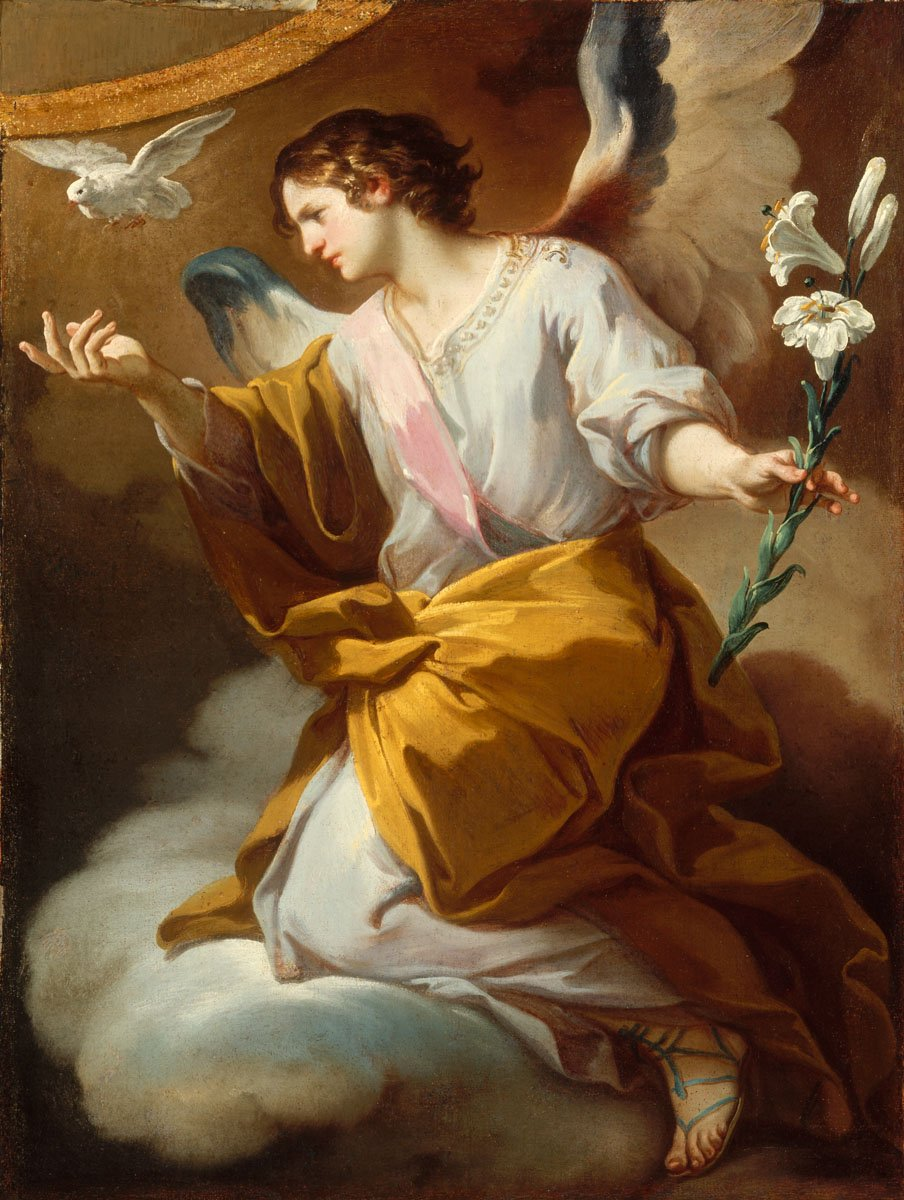
Angelo annunciante, Museo di belle arti (Budapest)
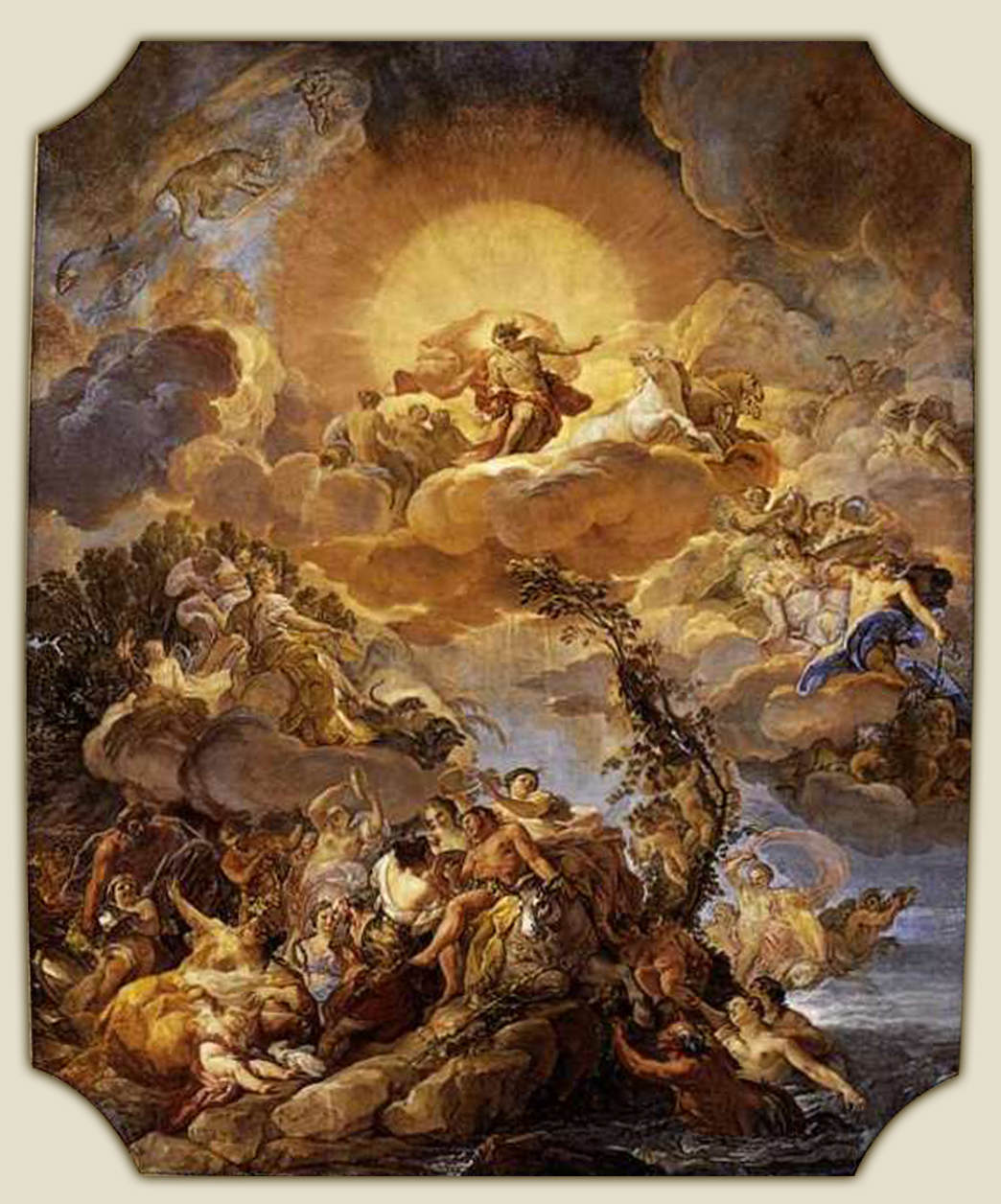
La nascita del Sole ed il trionfo di Bacco, affresco, Palazzo reale di Madrid
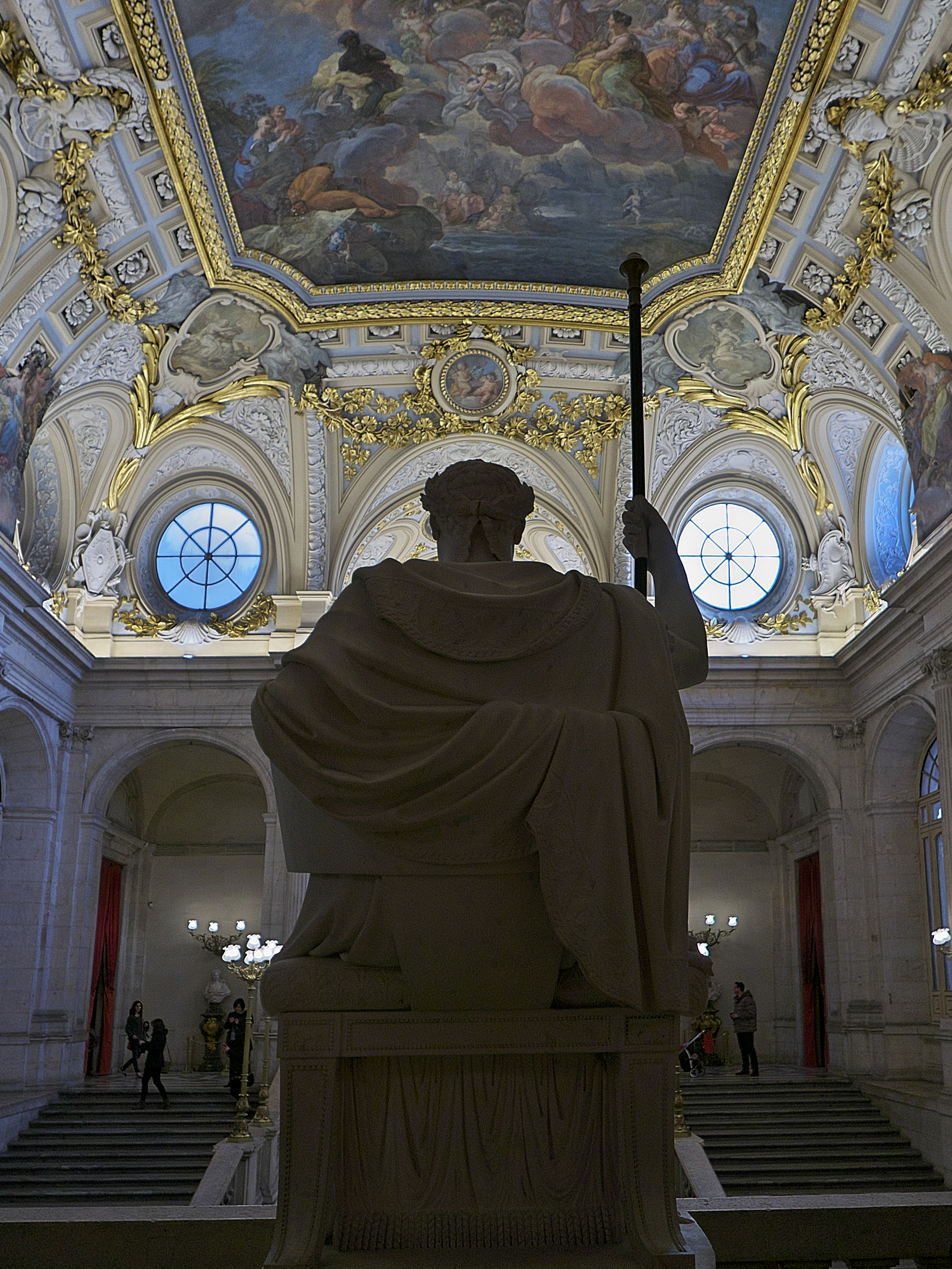
La monarchia spagnola rende omaggio alla Religione, affresco sullo scalone, Palazzo reale di Madrid